# Plouvien
Plouvien [pluvjɛ̃] (en breton : Plouvien) est une commune du département du Finistère, dans la région Bretagne, en France. Située à seulement 17 km au nord de Brest et à 10 km au sud des plages de la Mer d'Iroise, proche de l'Aber-Benoît et peu éloigné de l'Aber-Wrac'h, Plouvien bénéficie en outre d'une image écologique vis-à-vis de ses voisins notamment en raison de l'implantation d'une centrale éolienne au nord de la commune. Les habitants de Plouvien sont appelés les Plouviennois.

## Géographie

### Présentation physique

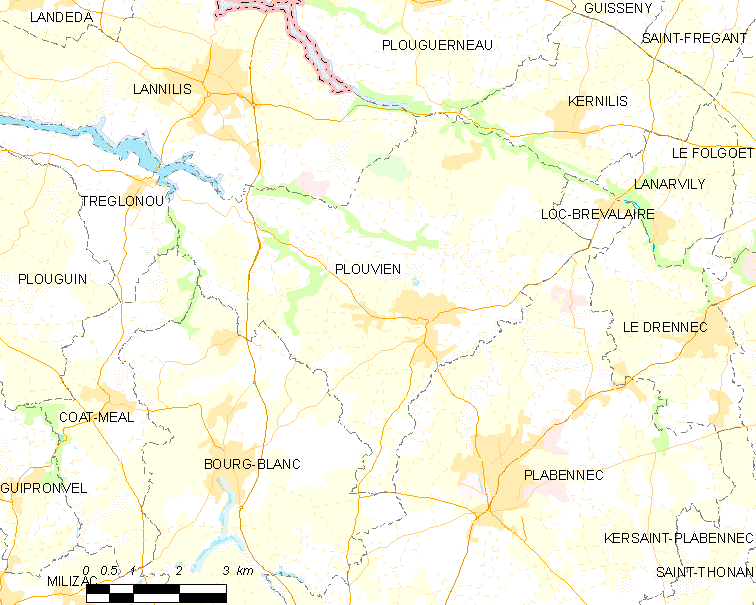
Carte de la commune de Plouvien.

Les altitudes au sein du territoire communal varient du niveau de la mer jusqu'à 78 mètres à Lannaneyen, 77 mètres à Gorréquear ; l'altitude moyenne de la commune est de 60 mètres.

### Communes limitrophes
| Lannilis, Tréglonou, Aber-Benoît | Kernilis, Aber-Benoît | Loc-Brévalaire, Lanarvily, Aber-Benoît |
| Coat-Méal                        | Plouvien              | Ploudaniel, Le Drennec, Aber-Benoît    |
| Bourg-Blanc                      | Plabennec             | Plabennec                              |

### Vie économique

#### Vie agricole
En 2009, Plouvien comptabilisait 57 exploitations agricoles pour 75 chefs d'exploitation (en raison des GAEC et EARL), la superficie moyenne des exploitations étant de 41,3 ha. L'âge moyen des exploitants agricoles est de 44 ans. Le nombre des exploitations s'est singulièrement réduit ces dernières années :
- en 1990, 114 exploitations et 133 chefs d'exploitation (superficie moyenne des exploitations : 19,8 ha) ;
- en 1996, 72 exploitations et 91 chefs d'exploitations (superficie moyenne des exploitations : 31,8 ha).

Les principales productions agricoles en 2008 sont le lait (plus de 13 millions de litres produits dans la commune) et le porc (4 160 places d'engraissement de porcs, 2 810 truies).

#### Vie artisanale et commerciale
Plouvien possède des commerces alimentaires, un restaurant ainsi qu'une pizzéria, un bar, deux garages, un distributeur automatique, une auto-école, trois salons de coiffure, des entreprises de transport, une pharmacie, ainsi que des activités médicales et paramédicales (kiné, infirmière). Plouvien possède également une vie artisanale, avec par exemple un potier, Éric Ducret. 

#### Entreprise Sill
L'entreprise Sill (Société industrielle laitière du Léon) est l'entreprise la plus importante de Plouvien : la laiterie a été créée en 1962 pour assurer la collecte du lait ; en 1973 commence la fabrication de lait en poudre et en 1981 la production de lait UHT ; l'entreprise diversifie ses productions (jus de fruits et boissons aux fruits (marque Plein Fruit) en 1983, potages en 1987 (marque La Potagère), produits surgelés en 1993, plats cuisinés en 2001). Le groupe Sill a repris "Herry gastronomie" (de Landivisiau) en 1992, "Primel gastronomie" (de Plougasnou, mais installé désormais également à Plabennec, marques Compagnie Arctique et Saveurs de Bretagne) en 1995, le groupe laitier "Le Gall" (de Quimper, production de beurres de baratte, crèmes fraîches, lait fermenté et fromage fondu) en 1998, la laiterie de Saint-Malo en 2008 (marque Malo).
Le groupe Sill sponsorise des courses à la voile : le Tour de France à la voile dès 1987, le navigateur Roland Jourdain (qui a remporté de nombreuses courses à la voile sur son bateau baptisé Sill, Sill entreprise, Sill La Potagère, Sill Plein Fruit..., selon les années, un premier bateau de 60 pieds étant construit en 1999, un second de même taille en 2004). En 2006, Roland Jourdain et son bateau Sill gagnent la Route du Rhum.
En 2010, la Sill emploie 750 personnes (dont 270 à Plouvien) pour un chiffre d'affaires de 320 millions d'euros.
Installé près de Tariec dans la vallée qui descend vers l'Aber Benoît, le groupe Sill est actuellement entravé dans ses projets d'extension sur place par les contraintes de la Loi littoral et l'action de riverains.Ces entraves ont contraint le groupe à installer une nouvelle tour de séchage pour produire de la poudre de lait à Landivisiau ; la tour de séchage historique de l'entreprise à Plouvien, construite dans la décennie 1970 et détruite par un incendie en juillet 2019, a toutefois pu être restaurée et remise en service en septembre 2021.

#### Le site naturel des landes de Lanveur
Les landes de Lanveur sont une zone humide de 27 ha à cheval sur les communes de Plouvien et de Lannilis, dont le paysage a été en partie modelé par les activités potières du passé, puis par la présence de camps d'entraînement militaires pendant les deux guerres mondiales. La tourbe y fut aussi extraite par les paysans locaux pour leurs besoins de chauffage et la lande fournissait l'ajonc pour les chevaux pendant l'hiver. Au XXe siècle, le site a aussi servi de zone d'élevage (surtout pour les chevaux) et a été en partie boisé de pins. Dans la décennie 1980, une tentative d'exploitation industrielle du bois par la Société Centrale des bois et des Scieries de la Manche échoua, car non rentable. Le site est en bonne partie à l'abandon et son équilibre écologique menacé par un ball-trap, mais les écologistes tentent de valoriser cet espace naturel réserve importante de biodiversité.
Depuis novembre 2011, la communauté de communes du pays des Abers, désormais propriétaire des lieux, a commencé à mettre en place une gestion de cet espace naturel.

### Hydrographie
Pour un article plus général, voir Réseau hydrographique du Finistère.
La commune est située dans le bassin Loire-Bretagne. Elle est drainée par l'aber Benoit, l'aber Vrac'h, l'aber bénouic et divers autres petits cours d'eau,.
L'Aber-Benoît, d'une longueur de 31 km, prend sa source dans la commune de Saint-Divy et se jette  dans la Mer Celtique  en limite de Saint-Pabu et de Landéda, après avoir traversé sept communes.  Les caractéristiques hydrologiques de l'Aber Benoît sont données par la station hydrologique située sur la commune de Plabennec. Le débit moyen mensuel est de 0,514 m3/s. Le débit moyen journalier maximum est de 5,06 m3/s, atteint lors de la crue du 10 janvier 1982. Le débit instantané maximal est quant à lui de 6,9 m3/s, atteint le 15 février 1974.

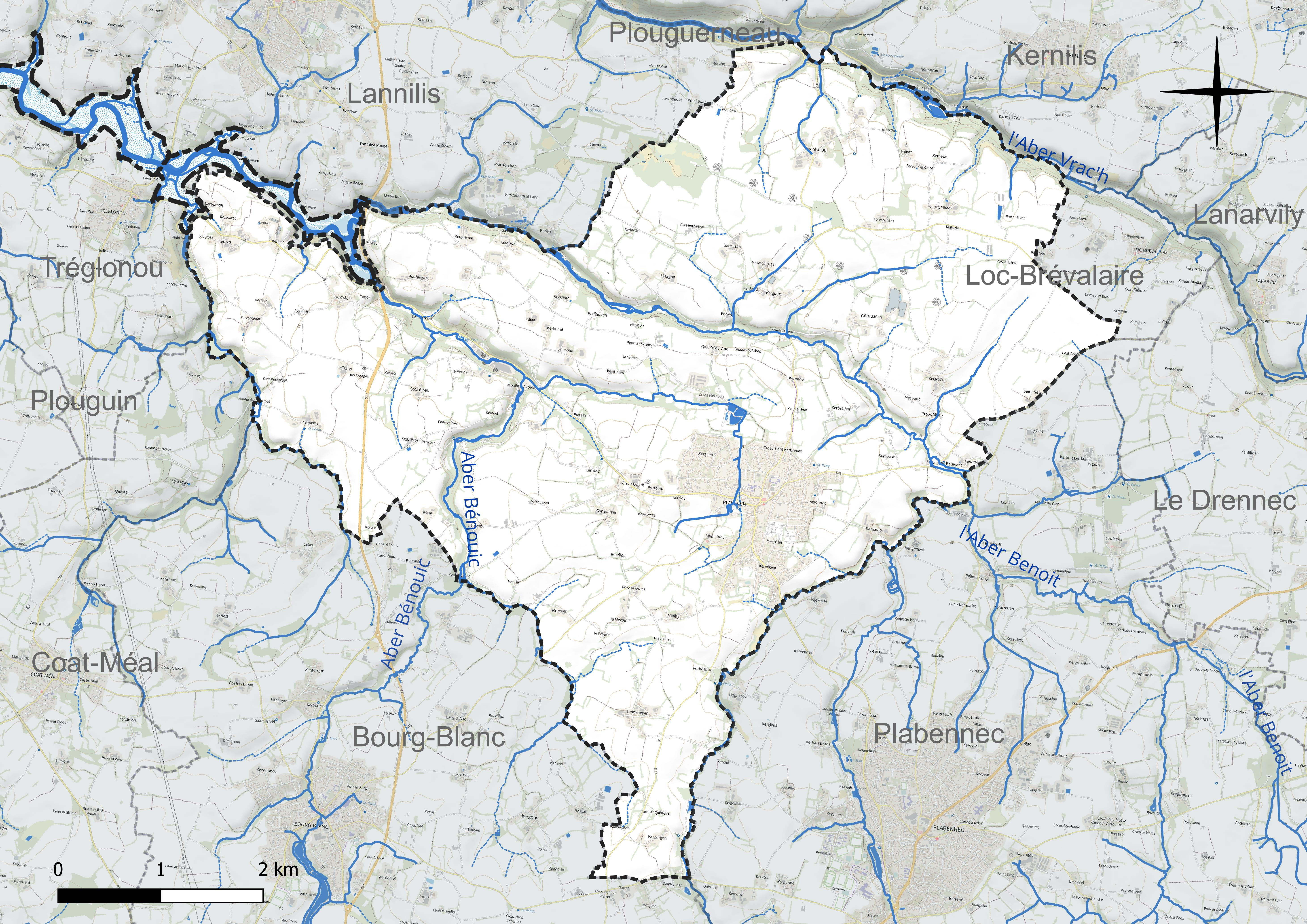
Réseau hydrographique de Plouvien.

L'Aber-Wrac'h, d'une longueur de 33 km, prend sa source dans la commune de Trémaouézan et se jette  dans la Manche entre les communes de Landéda et de Plouguerneau, après avoir traversé dix communes.  Les caractéristiques hydrologiques de l'Aber Wrac'h sont données par la station hydrologique située sur la commune de Lanarvily. Le débit moyen mensuel est de 1,58 m3/s. Le débit moyen journalier maximum est de 15,5 m3/s, atteint lors de la crue du 7 février 2014. Le débit instantané maximal est quant à lui de 18,3 m3/s, atteint le même jour.

### Climat
Pour des articles plus généraux, voir Climat de la Bretagne et Climat du Finistère.
En 2010, le climat de la commune est de type climat océanique franc, selon une étude du CNRS s'appuyant sur une série de données couvrant la période 1971-2000. En 2020, Météo-France publie une typologie des climats de la France métropolitaine dans laquelle la commune est exposée à un climat océanique et est dans la région climatique  Finistère nord, caractérisée par une pluviométrie élevée, des températures douces en hiver (6 °C), fraîches en été et des vents forts. Parallèlement l'observatoire de l'environnement en Bretagne publie en 2020 un zonage climatique de la région Bretagne, s'appuyant sur des données de Météo-France de 2009. La commune est, selon ce zonage, dans la zone « Monts d'Arrée », avec des hivers froids, peu de chaleurs et de fortes pluies.  
Pour la période 1971-2000, la température annuelle moyenne est de 11,8 °C, avec  une amplitude thermique annuelle de 9,7 °C. Le cumul annuel moyen de précipitations est de 1 068 mm, avec 16,5 jours de précipitations en janvier et 7,6 jours en juillet. Pour la période 1991-2020, la température moyenne annuelle observée sur la station météorologique la plus proche, située sur la commune de Ploudaniel à 10 km à vol d'oiseau, est de 11,6 °C et le cumul annuel moyen de précipitations est de 1 146,8 mm,. Pour l'avenir, les paramètres climatiques de la commune estimés pour 2050 selon différents scénarios d'émission de gaz à effet de serre sont consultables sur un site dédié publié par Météo-France en novembre 2022.

## Urbanisme

### Typologie
Au 1er janvier 2024, Plouvien est catégorisée bourg rural, selon la nouvelle grille communale de densité à 7 niveaux définie par l'Insee en 2022.
Elle appartient à l'unité urbaine de Plouvien, une unité urbaine monocommunale constituant une ville isolée,. Par ailleurs la commune fait partie de l'aire d'attraction de Brest, dont elle est une commune de la couronne,. Cette aire, qui regroupe 68 communes, est catégorisée dans les aires de 200 000 à moins de 700 000 habitants,.
La commune, bordée par la Manche, est également une commune littorale au sens de la loi du 3 janvier 1986, dite loi littoral. Des dispositions spécifiques d'urbanisme s'y appliquent dès lors afin de préserver les espaces naturels, les sites, les paysages et l'équilibre écologique du littoral, tel le principe d'inconstructibilité, en dehors des espaces urbanisés, sur la bande littorale des 100 mètres, ou plus si le plan local d'urbanisme le prévoit.

### Occupation des sols
L'occupation des sols de la commune, telle qu'elle ressort de la base de données européenne d'occupation biophysique des sols Corine Land Cover (CLC), est marquée par l'importance des territoires agricoles (87,5 % en 2018), une proportion sensiblement équivalente à celle de 1990 (88,1 %). La répartition détaillée en 2018 est la suivante : 
terres arables (43,4 %), zones agricoles hétérogènes (41,4 %), forêts (6,2 %), zones urbanisées (5,5 %), prairies (2,7 %), milieux à végétation arbustive et/ou herbacée (0,9 %). L'évolution de l'occupation des sols de la commune et de ses infrastructures peut être observée sur les différentes représentations cartographiques du territoire : la carte de Cassini (XVIIIe siècle), la carte d'état-major (1820-1866) et les cartes ou photos aériennes de l'IGN pour la période actuelle (1950 à aujourd'hui).

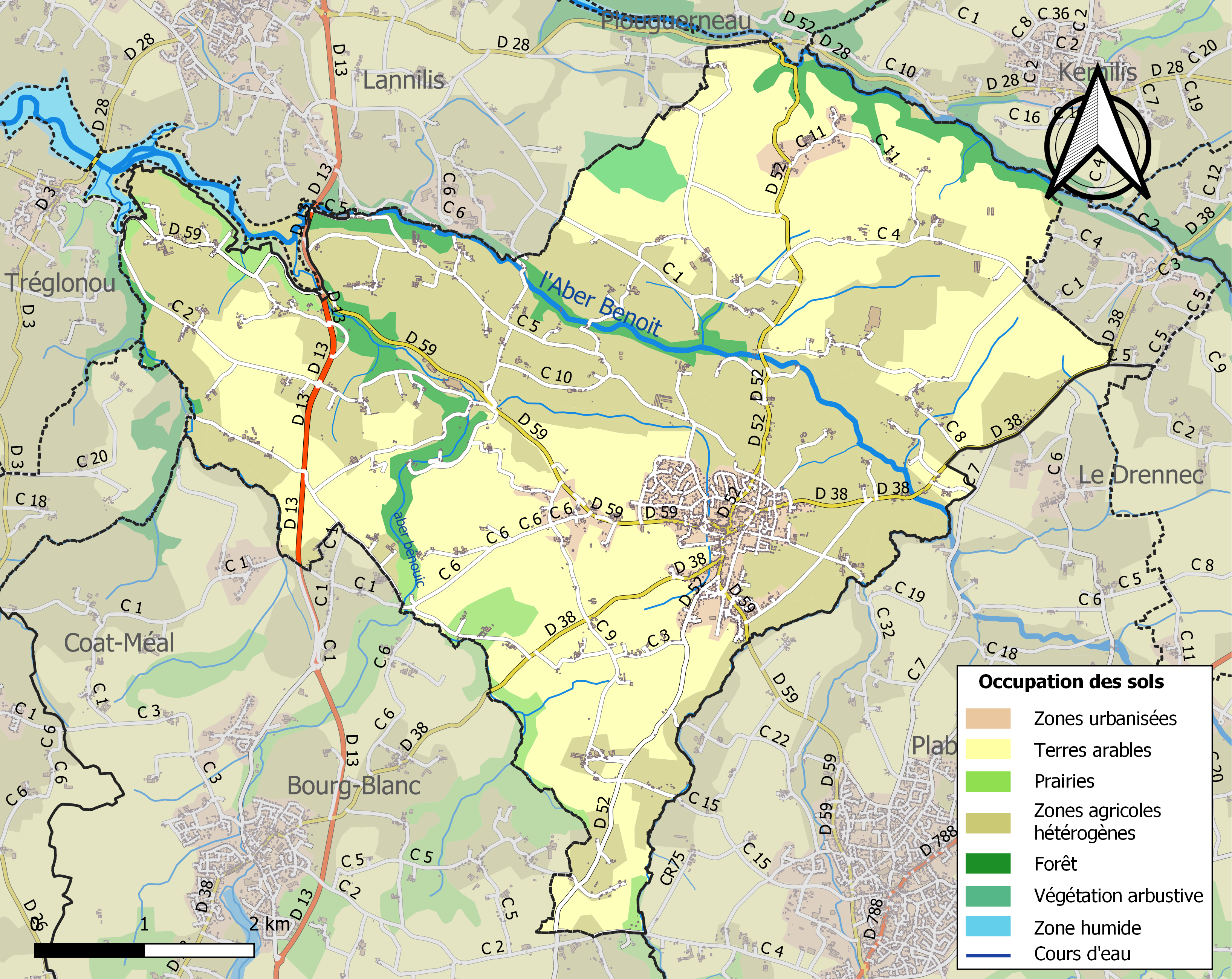
Carte des infrastructures et de l'occupation des sols de la commune en 2018 (CLC).

## Toponymie

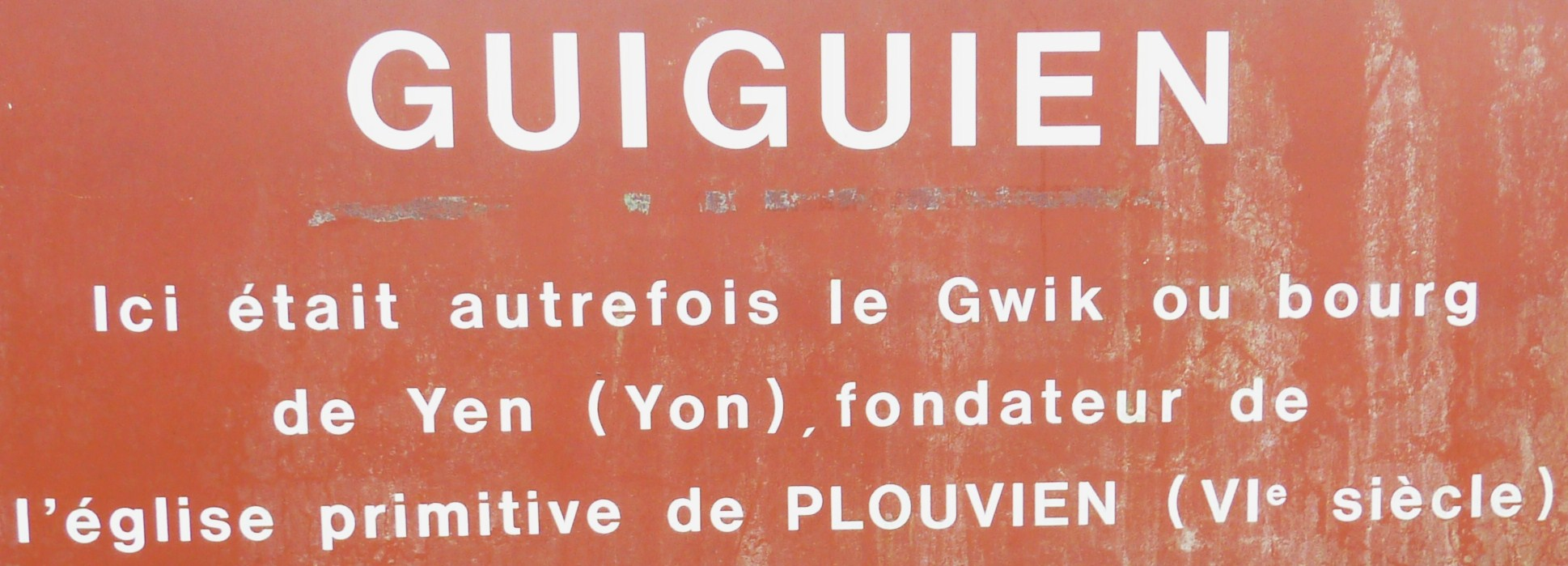
Panneau évoquant Guiguien, l'ancien nom de Plouvien.

Le nom de la localité est attesté sous les formes Plebs Vyon (en 1206), Ploeyon (en 1218), Plebeion (en 1263), Ploeyon (au XIVe siècle), Ploeyen (en 1467), Ploeyon (en 1481), Ploeguyon (en 1501), Plouyen (en 1664 et en 1751), Guicuien (en 1681).
Plouvien vient du breton ploe (paroisse) et de saint Gwien (Wion ou Wigon).

## Histoire

### Les origines
Plouvien est une ancienne paroisse qui englobait jadis les territoires actuels de Plouvien, Balanant (aujourd'hui en Plouvien), du Bourg-Blanc, Coat-Méal et Loc-Brévalaire. La paroisse a été fondée par saint Gwien (ou saint Wien, ou saint Wigon), un moine de l'abbaye Saint-Guénolé de Landévennec.
Plouvien faisait, au Moyen Âge, partie de la châtellenie de Landerneau et deux trèves, Balaznant (Saint-Jean-Balanant) et Le Bourgblanc (Bourg-Blanc)  sont indiquées comme dépendant de Plouvien au XVe siècle.

### Chapelle Saint-Jean-Balanant et ordre des Hospitaliers
La chapelle Saint-Jean-Balannant fut achevée en 1443. C'est une ancienne possession des Hospitaliers de l'ordre de Saint-Jean de Jérusalem. Par exemple en 1443, Perrot du Dresnay, chevalier de l'Ordre de Saint-Jean de Jérusalem est « gouverneur de Saint-Jean-Balaznant ». Les armoiries de la famille de Carman (qui vivait au château de Lesquelen en Plabennec) sont représentées sur un vitrail,.
Des travaux de sauvegarde de la chapelle Saint-Jean-Balanant ont mis au jour en 2022, sous la chaux qui recouvrait les murs,des fresques du XVIe siècle.

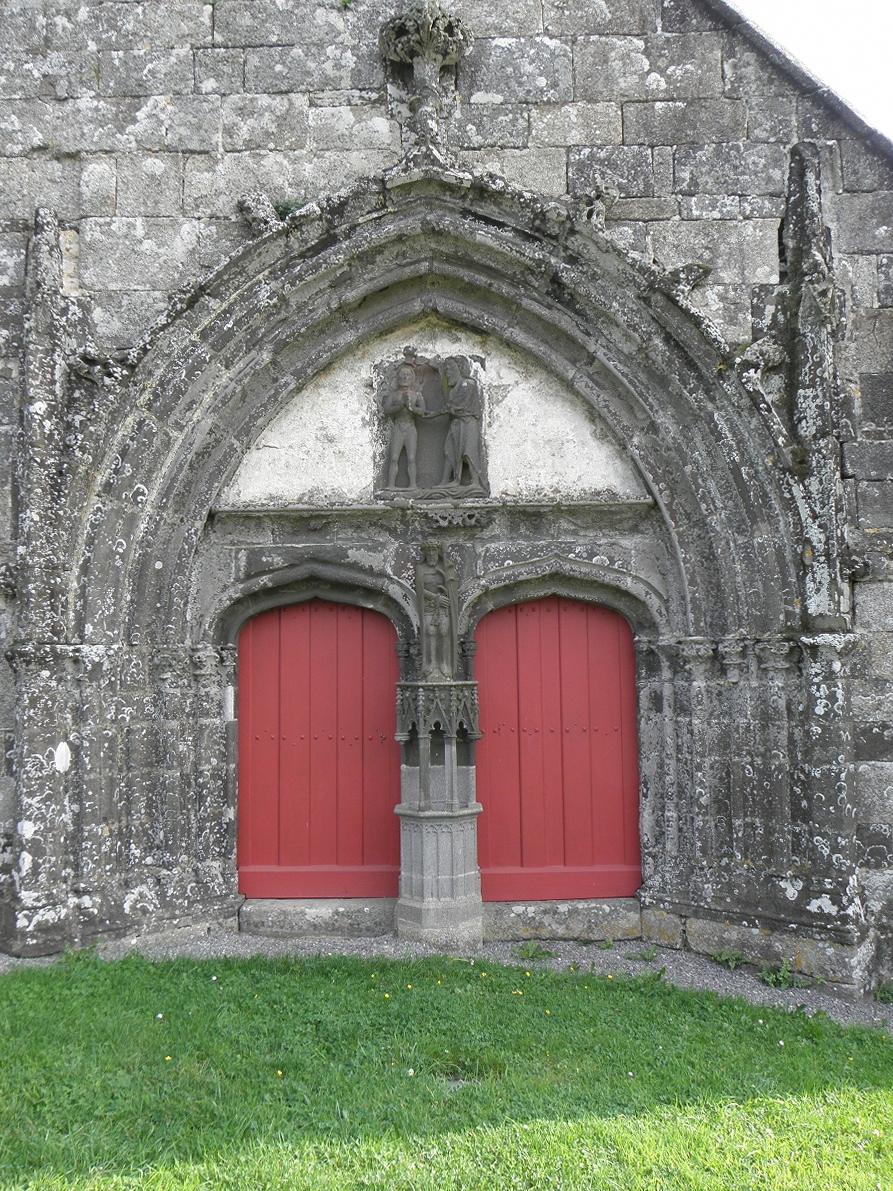
Plouvien : portail occidental de la chapelle Saint-Jean-Balanant.
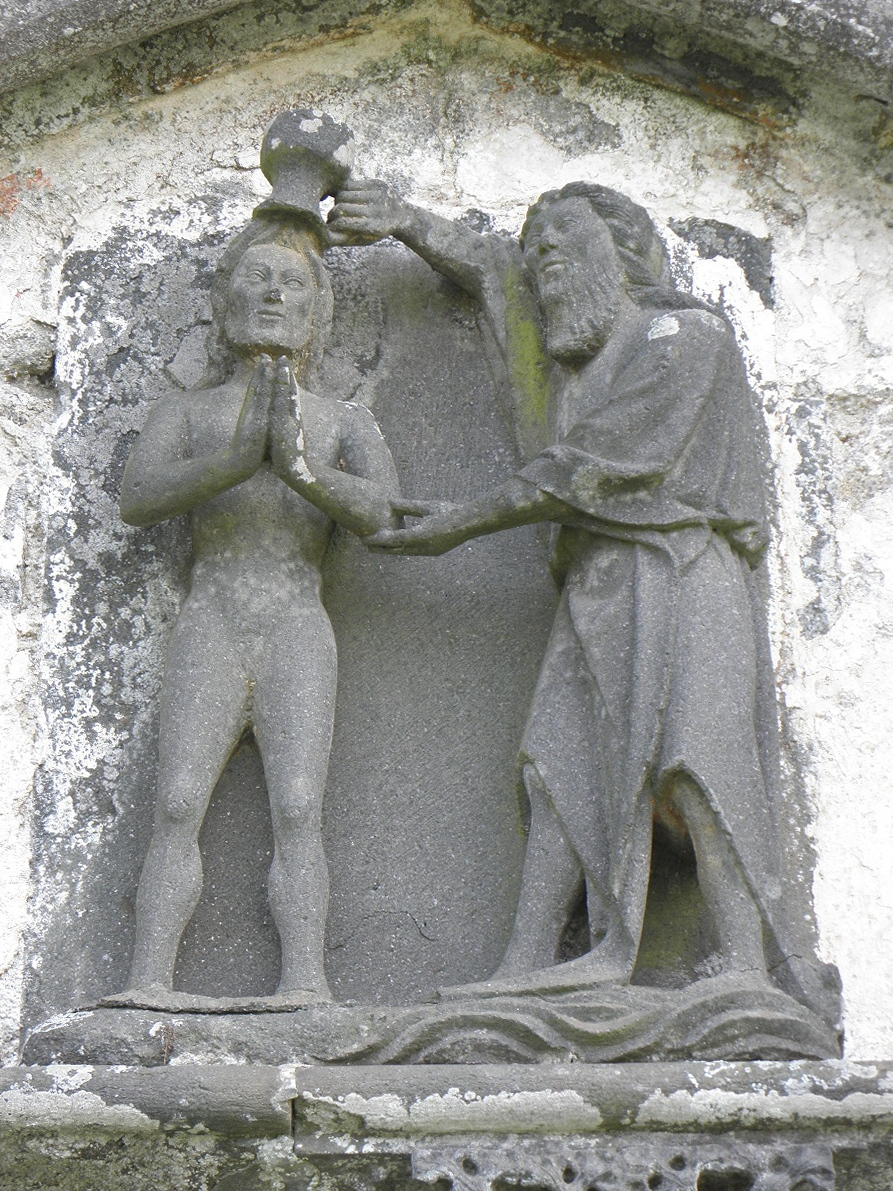
Plouvien : baptême du Christ au tympan du portail occidental de la chapelle Saint-Jean-Balanant.
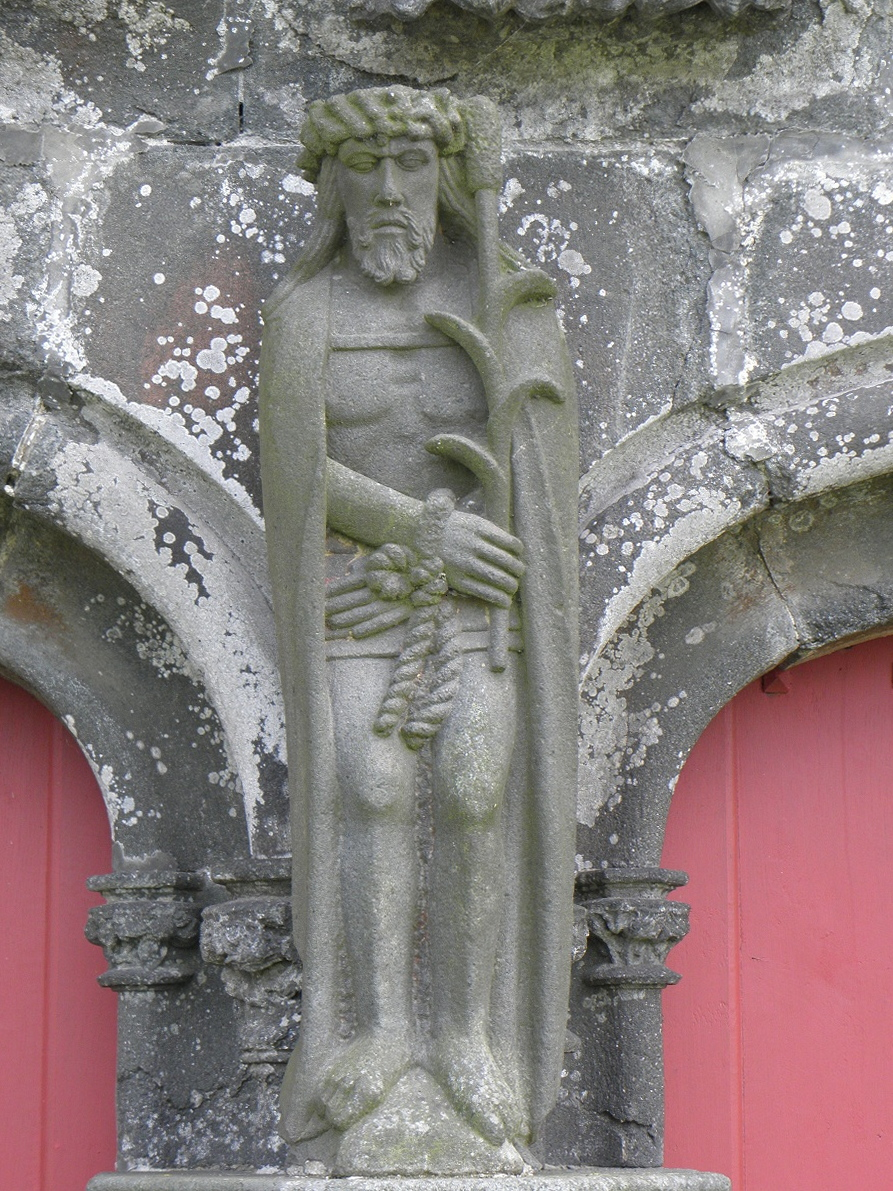
Plouvien : Ecce Homo au trumeau du portail occidental de la chapelle Saint-Jean-Balanant.
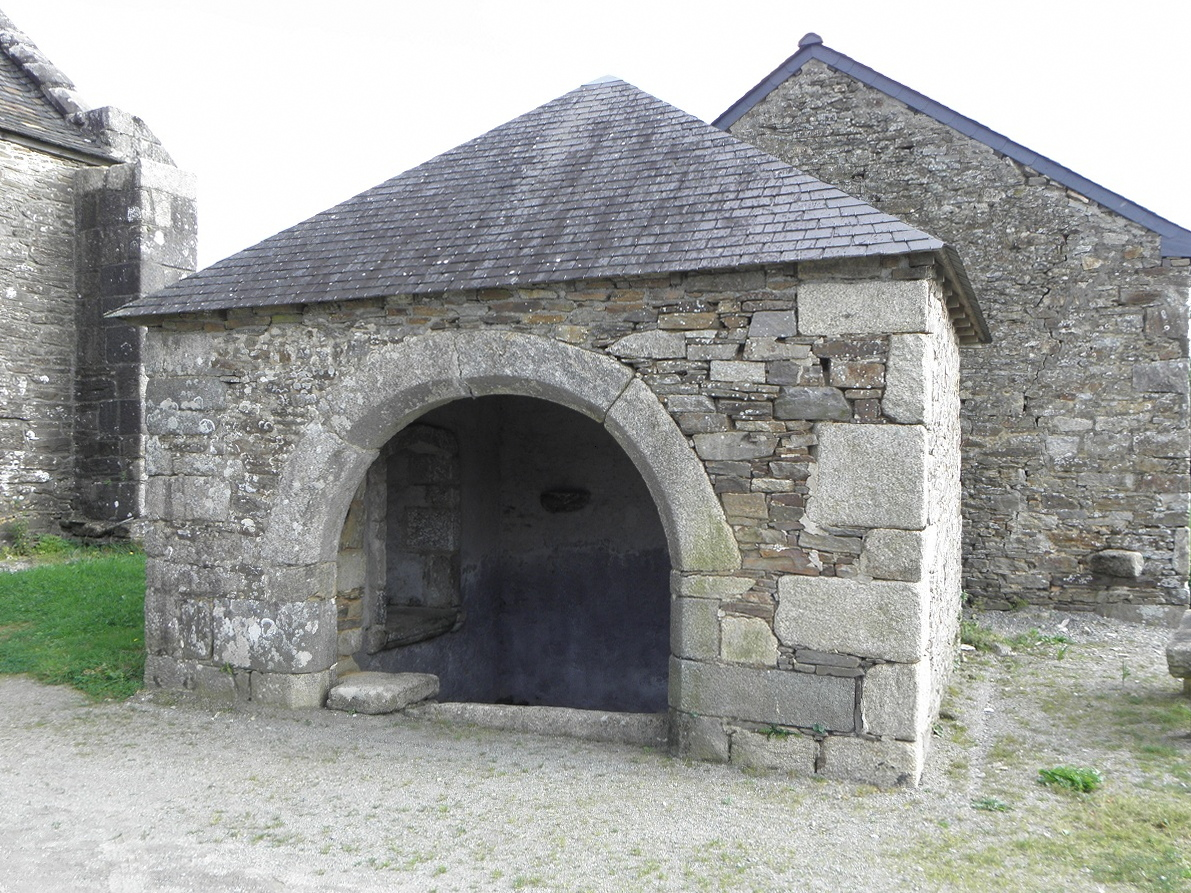
Plouvien : chapelle Saint-Jean-Balanant, vue extérieure de la fontaine de dévotion.
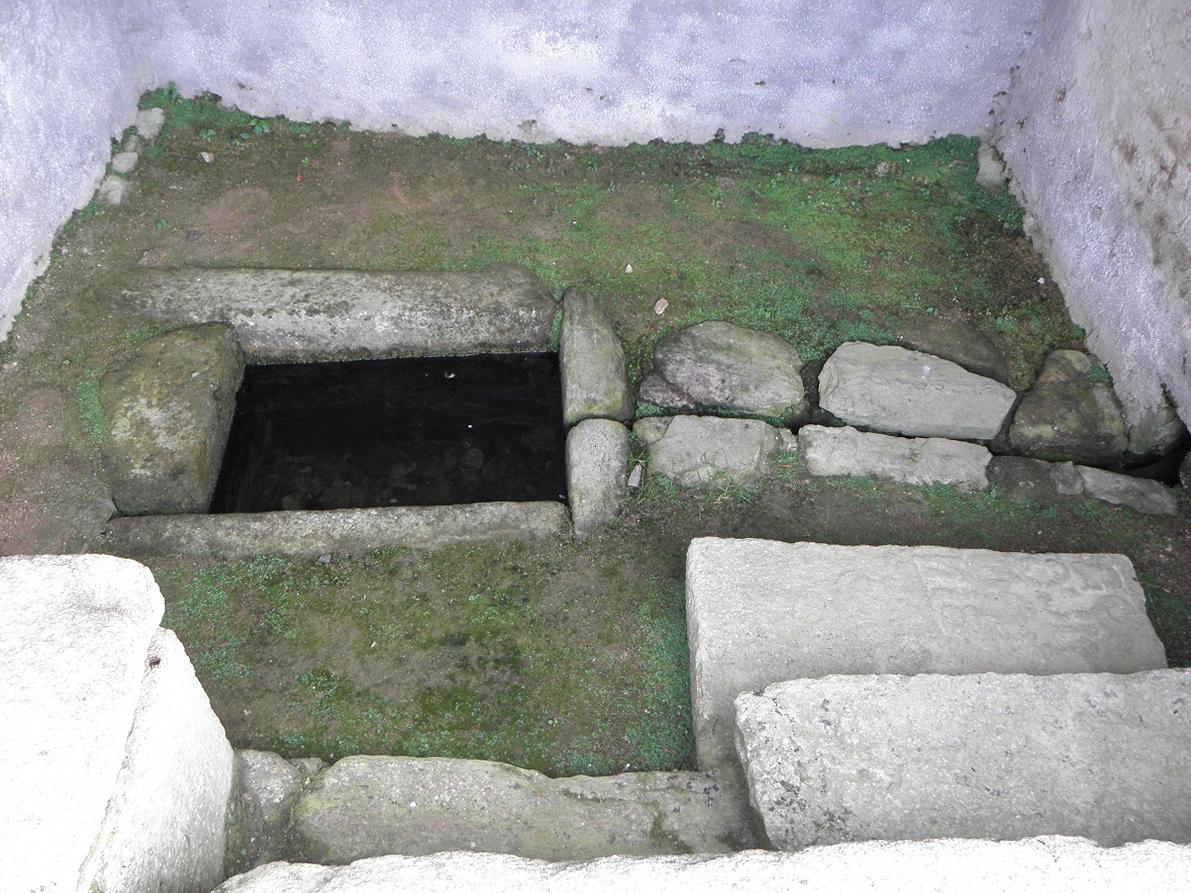
Plouvien : chapelle Saint-Jean-Balanant, vue intérieure de la fontaine de dévotion.

### Saint Jaoua
Saint Jaoua est considéré comme le fondateur (peut-être post mortem) du noyau primitif de la paroisse aussi dénommée Guicuyon devenu Guicyen puis Ployen aux XVe siècle, XVIe siècle et XVIIe siècle avant d'être dénommé au XVIIIe siècle Plouyen et d'être écrit Plouvien à partir de 1790.

#### Leminihy-bras, premier centre de la paroisse deGuicuyon
En 818 les religieux qui desservaient le premier sanctuaire adoptèrent la règle de saint Benoît et le monastère prit le nom de Saint-Mathieu-Penn-ar-bed. En 1415, l'église paroissiale est déplacée à son emplacement actuel (une translation d'environ 400 mètres) et les moines bénédictins quittent le monastère existant pour aller fonder le prieuré de Loctudon (ou Loctunou) dans la paroisse de Ploudiner (actuellement Lannilis).
Saint Jaoua aurait peut-être fait construire (lui-même ?) deux chapelles à Plouvien, l'une au niveau du minihi, l'autre à l'emplacement de l'actuelle chapelle saint Jaoua.
À l'emplacement du minihy, la première église, en bois et peut-être fondée par saint Jaoua lui-même (?), fut remplacée au XIe siècle par une église romane. Devenue après 1415 simple chapelle de la trève du Minihi-bian, encore existante à coup sûr en 1517, mais qui fut supprimée dans la seconde moitié du XVIe siècle, elle fut progressivement abandonnée. En 1856, deux croisées, un arc-boutant, une arcade et un pan de mur étaient les seuls vestiges subsistant.

#### Les seigneurs de Kernazret
Les seigneurs de Kernazret (paroisse de Loc-Brévalaire) étaient aussi seigneurs de Refuge (ou Minihi ou Menehy de Saint-Paul [Saint-Pol], terme breton qui signifie "asile" ou "refuge", n'importe qui pouvant y trouver refuge quels que soient les crimes ou délits qui leur étaient reprochés) ; ce minihy était situé dans la paroisse de Plouvien ; les seigneurs de ce lieu se nommant "de Kernazret" ("du Refuge" en français) ; plusieurs d'entre eux sont connus, par exemple :
- Hervé du Refuge, sieur de Kernazret, qui épouse vers 1358 Agace.
- Alain du Refuge, sieur de Menehy, qui épousa vers 1390 Thiéfaine du Chastel, fille de Tanneguy III du Chastel.
- Hervé du Refuge, sieur de Kernazret, qui épouse le 29 mai 1429 Adelice (Alix) de Coëtivy, fille d'Alain de Coëtivy et de Catherine du Chastel[43].
- Renaud du Refuge, premier écuyer de Louis XI en 1472.
- Guy du Refuge, surnommé l'écuyer Boucar, qui, sous les ordres de Bayard, commanda une bande de mille aventuriers pendant les guerres d'Italie ; il fut tué lors du siège de Novare en 1521 lors de la Sixième guerre d'Italie (1521-1526).

##### Le tombeau de saint Jaoua
Le tombeau de saint Jaoua occupe l'aile sud de la chapelle. Le monument semble remonter de la moitié (ou de la fin) du XVe siècle. Il est en pierre de Kersanton et est décoré d'arcades gothiques le tout soutenu par de petites colonnes. La tête du défunt est posée sur un coussin. Le saint est dans sa tenue d'évêque portant ainsi ses ornements. Allongé à ses pieds, on peut voir un animal (probablement un chien). Le tombeau a été ouvert en 1856 et à nouveau en août 1897. Il porte l'inscription S. Joevin Ep(iscop)us Leonensis fuit huic sepulturus.
Un fragment des reliques retrouvées a été transporté en grande pompe dans la cathédrale de Saint-Pol-de-Léon le 5 septembre 1897 et d'autres fragments furent solennellement transportés dans l'église paroissiale de Plouvien, dans l'église de Brasparts et à l'évêché de Quimper le 6 mars 1898.
La table d'offrandes de Pors-ar-Groaz fut construite au Moyen Âge à l'endroit où, selon la légende, la charrette qui transportait la dépouille de saint Jaoua se serait brisée.

#### La chapelle Saint-Jaoua

##### Description de la chapelle Saint-Jaoua en 1928
Une description de la chapelle Saint-Jaoua qui date de 1928 évoque le récit légendaire de la mort de saint Jaoua :

« La chapelle de Saint-Jaoua (...) s'élève, avec ses toits pointus qui descendent presque jusqu'à terre, sur un placître ombragé de grands arbres, aux murs blanchis par les lichens, et où sont demeurés deux tombes de châtelains et un petit ossuaire à arcades trilobées. Le troc, destiné à recevoir les offrandes données au saint, est un véritable tronc d'arbre, équarri à la hache et bardé de fer. À l'intérieur le tombeau de saint Jaoua, probablement du début du XVIe siècle, porte cette inscription en lettres gothiques : Sanctus Jocvinus Episcopus Leonensis fuit hic seplultus. Et si l'on se demande pourquoi saint Jaoua, disciple et successeur de saint Pol Aurélien, le célèbre apôtre du Léon, fut enterré aussi loin de sa ville épiscopale, la légende populaire répond que son corps fut, sur son ordre suprême, placé dans un chariot que trainaient les bœufs et dont l'itinéraire est encore marqué par un tronçon de route nommé en breton streat ar relegou (la "route des reliques") et un endroit appelé pors ar strak (le "lieu du craquement") parce que les planches du chariot s'y seraient disjointes; elles se brisèrent un peu plus loin ; c'est là que la chapelle se dresse aujourd'hui, en souvenir de ce voyage funèbre. »

##### La chapelle Saint-Jaoua actuellement
La chapelle date des XIVe siècle (y compris l'entrée de l'enclos paroissial) et pour partie du XVIe siècle (porche, ossuaire). Elle abrite les statues de saint Jaoua en évêque (la statue date du XVIIe siècle), sainte Catherine et saint Michel. L'ossuaire de Saint Jaoua est de style gothique. Il a huit arcades et est adossé au côté sud de la nef de la chapelle, appartenant à la masse même de l'édifice. C'est dans, et aux abords la chapelle Saint-Jaoua de Plouvien que fut tourné en 1965 un court métrage intitulé « L'enterrement de Saint Jaoua ». Réalisé par Philippe Fournier (1951-2019) sur un scénario du recteur de la paroisse de Plouvien, l'abbé Eon, le film fait appel aux enfants de la commune en tant que figurants.

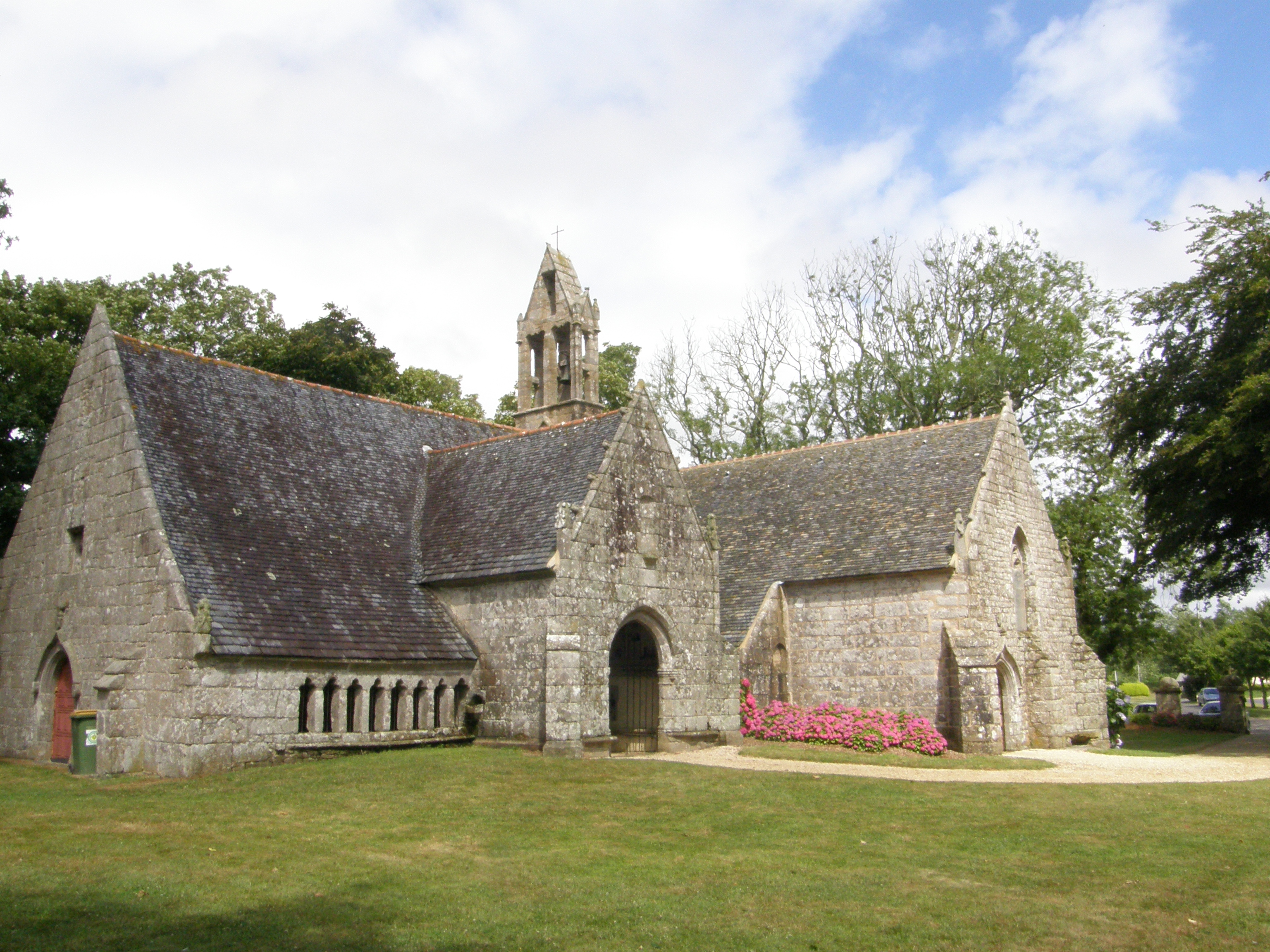
Chapelle Saint-Jaoua : vue d'ensemble.
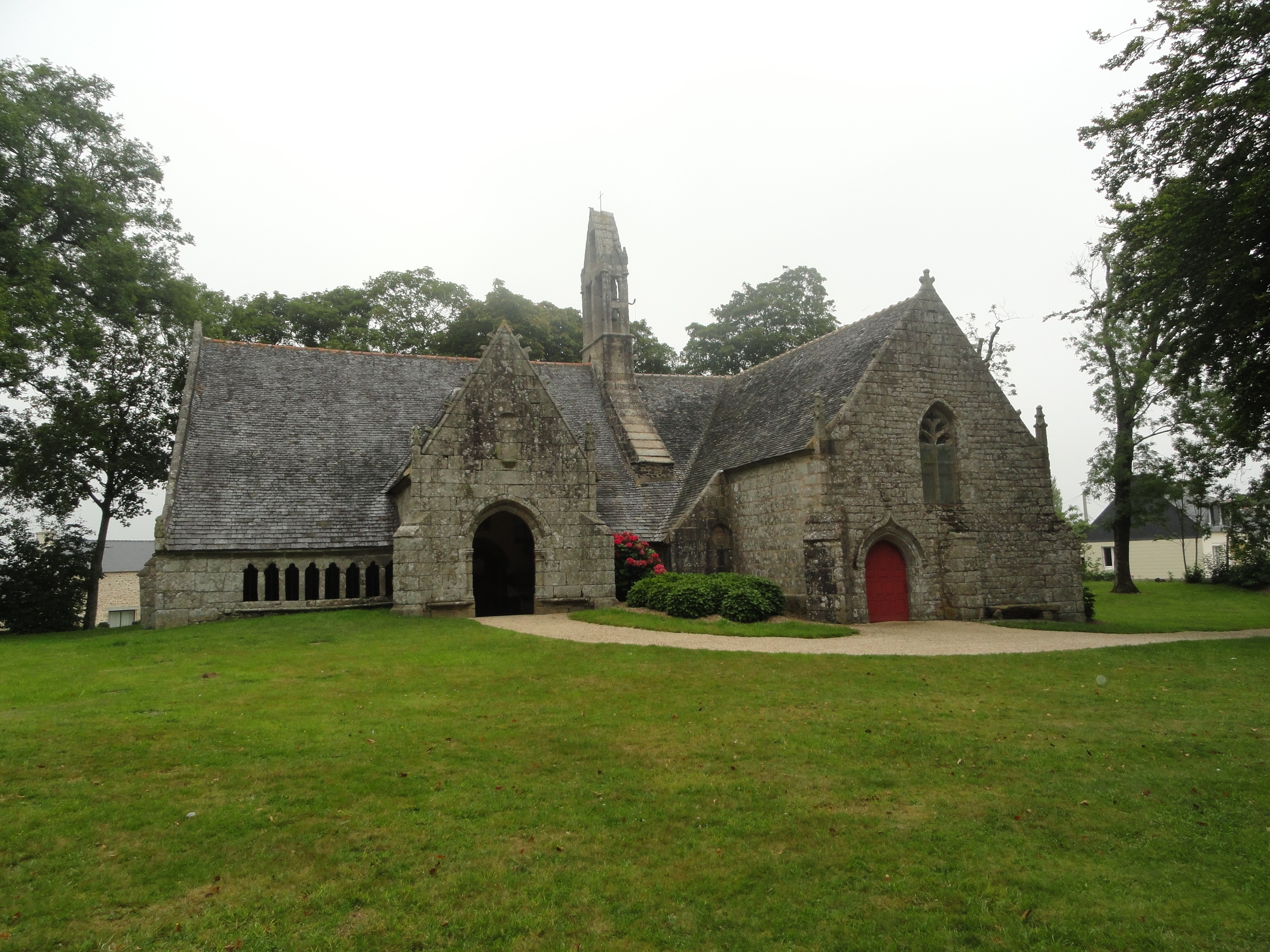
chapelle, autre angle de vue.
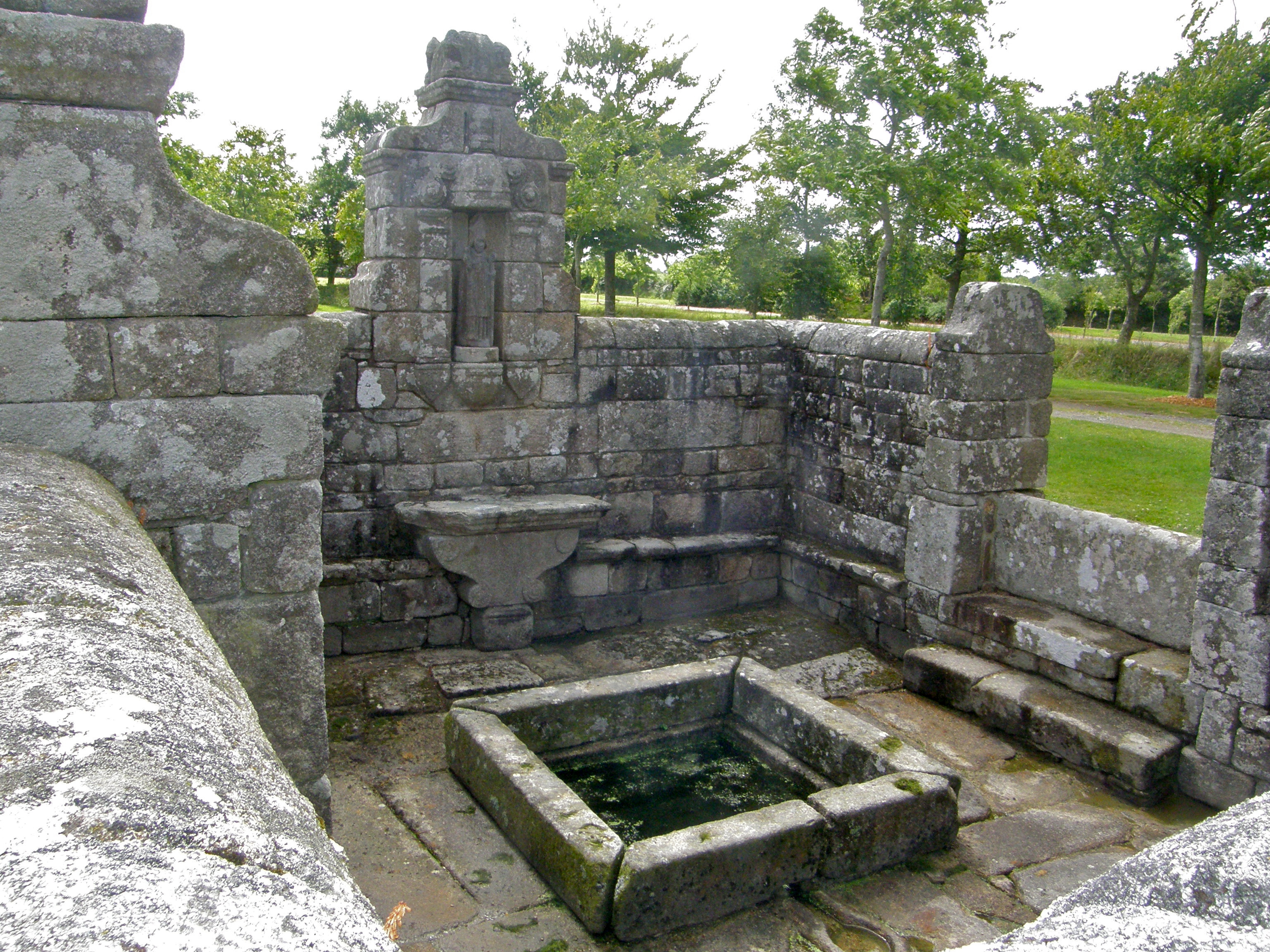
Fontaine de Saint-Jaoua.
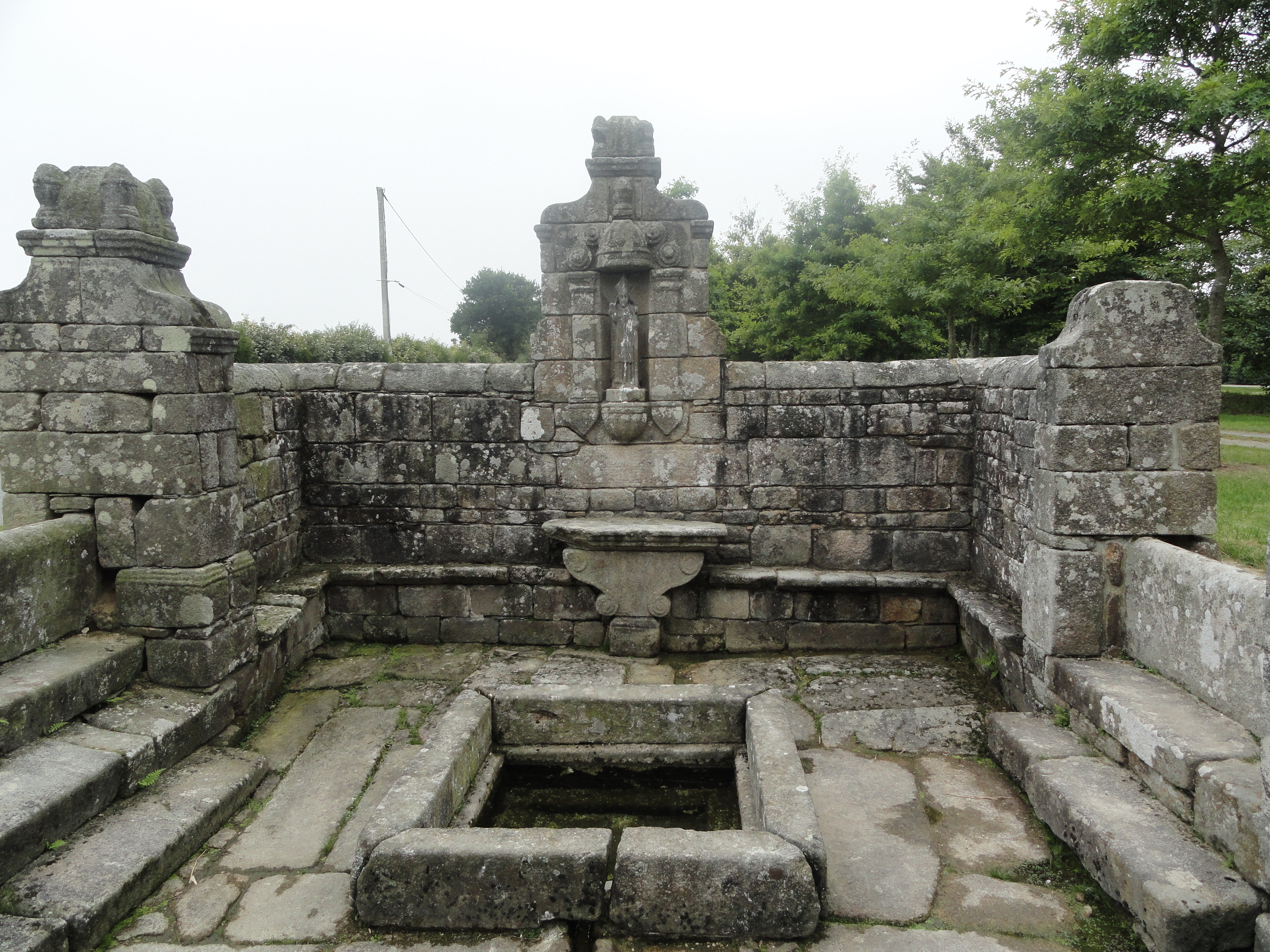
La même fontaine.

### La seigneurie de Coëtivy et les autres manoirs seigneuriaux
En 1497, la seigneurie de Coëtivy (le nom des Coëtivy reprend le nom de saint Ivy qui vécut en ermite à proximité au VIe siècle) se composait de sept manoirs situés dans les paroisses de Plouvien, Plouguerneau, Plouédern et Guipavas. La famille de Coëtivy était seigneur des fiefs de Coëtivy (paroisse de Plouvien à l'époque, commune de Bourg-Blanc actuellement), du Ménant, de Froutgel, de Runinisi (les trois en Plouguerneau), du Forestic (en Plouédern), de Trégouroy et de Kerhuon (paroisse de Guipavas, commune du Relecq-Kerhuon pour le dernier cité désormais). Le fief de Coëtivy fut acheté en 1497 par la famille du Juch et passa, par mariage, aux mains de la famille du Chastel en 1501 (mariage de Marie du Juch avec Tanguy V du Chastel).
L'historien Arthur de La Borderie en parle en ces termes :

« La terre de Coëtivi, qui eût l'honneur de donner son nom à une race illustre, dont les exploits, les talents et les vertus suppléèrent fort largement à tout ce qui pouvait manquer à son berceau en termes d'importance féodale. »

De nombreux autres manoirs seigneuriaux ont existé dans la paroisse de Plouvien : ceux du Breignou, de Camcazre, de Coatanhaye, de Coat-Salliou, de Garziahan, de l'Isle, de Keragon, de Keralliou, de Kerbradigou, de Kerbréder (Kerbréden). Par exemple Gabriel de Kersauson, seigneur de Rosormon, de Poncelin, de Kerbréder, etc., épouse en 1658 Claudine Gourio de Lanoster dans la chapelle de Lanorven (en Plabennec) et le 4 février 1678 Marie-Anne du Coëtlosquet, originaire de Plounéour-Ménez. Les Philippes de Gorréquer, sieurs de Kerdu, Gorréquer et Kerogat, habitèrent Plouvien du XVIe siècle au XVIIIe siècle avant que Philippe de Gorréquer n'émigre à Jersey. L'un de ses descendants, Gédéon Philippe Gorréquer (1781-1841) fut secrétaire d'Hudson Lowe, gouverneur de Sainte-Hélène pendant la captivité de Napoléon Ier.
Deux manoirs de Kerohic existaient également : l'un, Kerohic-Kerménou : Maurice Meugam est seigneur de Kerohic en 1443, Guillaume Gourio en 1478 et Prigent de Kerouartz en 1594 ; l'autre Kerohic-Jouhan dont Guillaume Kerangar est seigneur en 1443, Yves Kerangar en 1481 et Jean Jouhan en 1590 et par la suite ses descendants.

### Les épidémies
Deux lavoirs, appelés Poullou-ar-Vozen et situés l'un dans le bois de Kerbréden, l'autre à Kerdavid, rappellent l'épidémie de peste de 1509 ; les registres paroissiaux gardent la trace de l'épidémie de typhus de 1695, les décès étant cette année-là le double de la moyenne habituelle.

### Le déménagement du site de Plouvien et l'église paroissiale d'avant 1857
Vers 1415, l'évêque de Léon Alain de Kerazred ou Alain du Refuge de Kernaëret, seigneur de la Rue, du nom d'un ancien manoir de Plouvien, transféra le centre de sa paroisse natale à son emplacement actuel, d'où la construction d'une nouvelle église qui fut démolie en 1857. Elle est ainsi décrite :

« Le maître-autel, dédié à saint Pierre et saint Paul était placé au fond de l'abside : une balustrade séparait le sanctuaire du chœur. À l'entrée du chœur s'élevait un arc-de-triomphe surmonté d'un magnifique calvaire. Aux pignons latéraux et à des colonnes de la nef étaient des autels du Rosaire, de saint Antoine de Padoue, de Notre-Dame de Bonne-Nouvelle, de sainte Catherine, de saint Sébastien, de saint Herbaud et de saint Maudet. (...) La chapelle du Rosaire, [avait été] construite à neuf pour y accueillir la confrérie (du Rosaire) par Guiomar de Saint-Laurent. [Son] retable était de style Renaissance. Le fondateur avait placé son écusson. (...) Les quinze mystères du Rosaire étaient d'une exécution supérieure. Hélas, le constructeur de la nouvelle église, en 1856, a voué au feu ces boiseries précieuses. »

Des confréries existaient dans l'église : la "confrérie de l'Adoration perpétuelle du Saint Sacrement", établie à perpétuité dans l'église paroissiale par bref du pape Paul V datant du 28 juin 1613 ; la confrérie du Rosaire, fondée en 1672.

### La cale de Tariec
Le nom provient de saint Tariec ; une chapelle lui était consacrée et une fontaine de dévotion portant son nom  subsiste.
Située au fond de la partie maritime de l'Aber Benoît, la cale de Tariec permettait les échanges maritimes entre les paysans de Plouvien et des environs d'une part, les marins de la côte d'autre part, apportant sable et algues. La récolte du lichen Carragheen, dit aussi "mousse d'Irlande", active au début du XXe siècle tout au long de la Côte des Légendes se faisait aussi à partir du petit port de Tariec : une publication de 1915 indique 60 tonnes récoltées annuellement.
Un pardon s'y déroulait chaque année au mois de septembre.

### LesXVIIeetXVIIIesiècles
Au XVIIe siècle, les registres paroissiaux de Plouvien font mention d'un moulin à fouler le drap situé au Caumou, d'un moulin à huile à Pont-Coat, les deux appartenant au seigneur de Keragon. un autre moulin à huile existait à Pont-ar-Goarant.
En 1759, une ordonnance de Louis XV ordonne à la paroisse de Plouyen [Plouvien] de fournir 58 hommes et de payer 380 livres pour « la dépense annuelle de la garde-côte de Bretagne ».
Deux marins originaires de Plouvien, François Simon et Louis Simon (deux frères ?) ont participé à la Guerre d'indépendance des États-Unis dans l'escadre du comte d'Estaing. Un autre, François-Marie Le Gall, mousse dans l'escadre du comte de Grasse fut grièvement blessé dans un combat le 12 avril 1782.
Jean-Baptiste Ogée décrit ainsi Plouvien en 1778 :

« Plouvyen ; à 8 lieues à l'ouest-sud-ouest de Saint-Pol-de-Léon, son évêché ; à 47 lieues de Rennes et à 3 lieues et demie de Brest, sa subdélégation. Cette paroisse ressortit à Lesneven, et compte 4 000 communiants, y compris ceux du Bourg-Blanc, sa trève. La cure est présentée par l'Évêque. Ce territoire, arrosé par plusieurs bras de mer, est fertile en grains, lin et fruits ; les landes y sont peu étendues. (...) »

Plouvien est en 1786 l'une des cinq cures léonardes ayant un revenu supérieur à 1 700 livres.

### La Révolution française
Le tiers état de la paroisse de Plouvien envoya deux députés, Yves Cuelt et François Genguen, pour la rédaction du cahier de doléances de la sénéchaussée de Lesneven.
Le 20 mars 1793 des rebelles (« plus de 4 000 hommes »), après une fusillade à Gouesnou, attaquent un détachement de soldats à Plabennec, et le général Canclaux est envoyé de Brest avec 1200 hommes pour lutter contre les rebelles. « Les citoyens Julou et Guével, nos commissaires à Lannilis nous marquent par une lettre écrite à onze heures du matin que sur les neuf heures et demie les révoltés, s'étant montrés à l'entrée du bourg par différents chemins avaient été repoussés par le détachement et qu'ils s'étaient déterminés à demander du renfort à Lesneven. Par une lettre écrite à une heure après midi, ils annoncent que le détachement a été assailli par les rebelles au nombre de deux ou trois mille et (...) une décharge de mousqueterie les a repoussés. (...) Les commissaires préviennent que les "attroupés" (révoltés) de Plouguerneau, Tremenach, Plouvien et Bourg-Blanc ».

### LeXIXesiècle

#### Les maisons  àapotheis("avancée") et les loups
Un hameau de Plouvien est dénommé Toul ar bleiz (le "trou du loup"). André Guilcher dans "L'habitat rural à Plouvien" décrit une particularité léonarde, le kuz-taol (cache-table). « Entre la porte et le pignon comprenant la cheminée, le mur dessine une avancée (en breton apotheis ou avañs-taol) qui constitue à l'intérieur une sorte de petite pièce dans la grande, où on prend les repas. Le côté de ce saillant qui regarde la porte était, et est encore quelquefois, muni d'une meurtrière, le toull ar fuzuilh ("trou du fusil"), par laquelle on pouvait tirer sur les brigands. Kuz-taol et toull ar fuzuilh ont subsisté dans certaines maisons réaménagées ; mais toutes les chaumières n'en ont pas ». Lorsqu'on trouvait une nichée de louveteaux, on la portait, dans un sac ou un boutog, jusqu'à la maison ; la louve ne tardait pas à venir gratter à la porte d'entrée, et par une petite fenêtre pratiquée dans le mur de l'avañs-taol et donnant sur la porte, on pouvait facilement la tirer.
À Plouvien, certaines personnes semblent s'être fait une réputation de chasseurs de loups. Ainsi en 1812, la commune versa 21 francs à François Kerhuel, Yves Gogeur et François Leost, pour la destruction de 7 louveteaux. En 1813, elle versa 15 francs à Pierre Simon et François Leost encore pour avoir tué plusieurs loups. En 1815, elle versa 21 francs à François Leost, une fois de plus.

#### Plouvien vers le milieu duXIXesiècle
A. Marteville et P. Varin, continuateurs d'Ogée, décrivent ainsi Plouvien en 1845 :

« Plouvien : commune formée par l'ancienne paroisse du même nom, moins le Bourgblanc, son ancienne trève, devenue commune ; aujourd'hui succursale ; chef-lieu de perception. (...). Principaux villages : Poulcaër, Forestic, Kerminguy, Kerdavid, le Penher, le Créau, Mez-Guézou, Kerriou, Lannanélen. Superficie totale 3 366 hectares, dont (...) terres labourables 1 630 ha, prés et pâtures 132 ha, bois 23 ha, canaux, étangs et marais 121 ha, landes et incultes 1 285 ha (...). Moulins : 19 (de Kerbréden, Commou, Roudoux, Châtel, Kerventénant, Tariec, Penher, Ar-Querc'h, Dénès, Keriber, Kerdu. (...).  La route de Lannilis à Lesneven coupe cette commune  de l'ouest à l'est. On parle le breton. »

La nouvelle église de Plouvien, de style néogothique, fut construite par l'architecte Joseph Bigot et consacrée le 21 juillet 1857. Ce fut l'entreprise Bergot de Lannilis qui assura sa construction.

#### Le droit de vaine pâture
Le droit de vaine pâture s'exerçait encore couramment au milieu du XIXe siècle :

« Les terrains communaux (...) sont livrés toute l'année au pâturage au profit des habitants des communes possédant ces communs, composés la plupart de dunes  et de marais peu susceptibles d'être cultivés ; c'est ce qu'on voit à Lampaul-Plouarzel, à Ploudalmézeau, à Porspoder, à Landunvez, à Rumengol, à Plabennec, à Plouvien, etc. Chacun y envoie son bétail quand et comme bon lui semble ; c'est là encore qu'on dépose et qu'on met à sécher les plantes marines. Seulement de temps en temps, les communes vendent tout ou partie des communs, qui disparaîtront insensiblement et accroîtront la masse des terrains cultivés. (...) Les landes, marais, et généralement tous terrains déclos et non cultivés sont encore soumis à la servitude de vaine pâture. (...) La cessation de l'indivision ne suffit point pour mettre fin à la vaine pâture, il faut encore qu'il y ait clôture des terres. »

L'appropriation privée des terres jusque-là indivises suscitait des conflits : par exemple à Plouvien il faut un arrêt de la Cour de cassation en date du 20 mai 1851 pour confirmer que « les habitants de la commune de Plouvien qui y ont constamment passé et fait paître leurs bestiaux, y ont établi plusieurs chemins, notamment un en pierres, y ont pris des terres, en ont extrait des matériaux moyennant certaines redevances (...) » pouvaient continuer à exercer leur droit de vaine pâture sur les terrains concernés.

#### L'enseignement auXIXesiècle
En 1874 est décidée la construction d'une école des filles à Plouvien : le Conseil général du Finistère vote une subvention de 3 000 francs pour la financer.
Fin XIXe siècle la construction de 67 écoles de hameaux a été autorisée dans le Finistère par deux décrets :
- Le décret du 25 octobre 1881 qui a délégué une subvention pour 18 écoles de hameaux sur l'arrondissement de Quimperlé ; toutes ont été bâties.
- Le décret du 14 mars 1882 qui a délégué une subvention pour 50 écoles de hameaux sur les quatre autres arrondissements du département (Brest, Châteaulin, Morlaix, Quimper) à choisir dans les communes « dont le territoire est le plus étendu et les ressources les plus restreintes » ; 49 ont été bâties dont 1 à Plouvien (Le Tariec)[78].

En 1896, un document indique que les Sœurs de l'Immaculée Conception de Saint-Méen assistaient et soignaient gratuitement les malades de Plouvien à domicile.

#### La vie artisanale

##### Les potiers de Lanveur

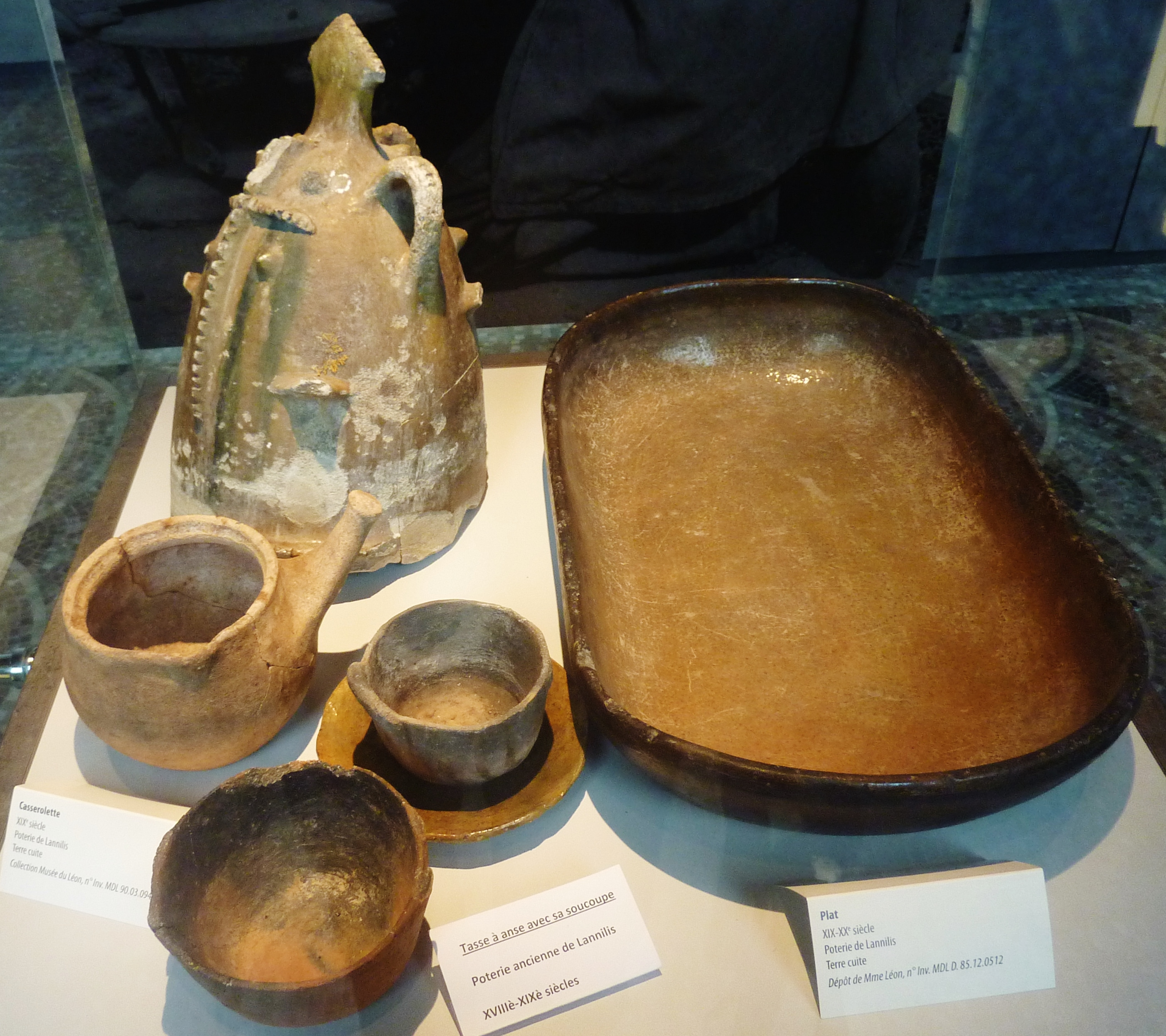
Poteries provenant du secteur de Lanveur en Lannilis datant des XVIIIe siècle et XIXe siècles (Musée du Léon de Lesneven).

La lande de Lanveur est une étendue de terre argileuse à cheval sur les communes de Lannilis et Plouvien.
Des potiers exerçaient leur activité à Lannilis et Plouvien au XIXe siècle et au début du XXe siècle sur le site de la « Lande de Lanveur » à Kerambo. Le Bottin du commerce de 1842 indique déjà la fabrication de poteries et de briques à Plouvien.

« Au XVIe siècle, l'industrie des potiers semble déjà très florissante à Lanveur. Sous la Révolution, Cambry, qui visita le Finistère en 1794; signale qu'il y avait alors 50 à 60 poteries en Lannilis et en Plouvien. En 1807, aux foires de Lannilis, on signale des poteries innombrables. (...) La Terre de Lanveur se vend partout dans le Léon. Mais, après cette période de prospérité, trois actes préfectoraux (1872, 1874, 1878) vinrent porter une atteinte sérieuse à cette industrie. Les poteries sont recouvertes d'une peinture à l'oxyde de plomb qui n'est pas sans danger. (...) 250 personnes [furent] réduites à la misère la plus noire. »

L'industrie des potiers est alors en pleine période de prospérité. En 1811, on estime qu'elle emploie un millier d'individus environ dans la région de Lannilis-Plouvien. C'est à cette époque et jusqu'en 1874 que sont notées de nombreuses demandes d'achats de terrain, à la commune de Lannilis, sur la terre alors disputée de Lanveur. Disposés en ceinture autour d'elle, se peuplent les groupements de Prat-Torchen, Prat-Lédan, Kerizaouen, Kerien, Grollo, Bergot, Kerabo… C'est là que s'installent les familles Corre, Cléac'h, Guéguen, Aballéa, Cloarec, Jaffrès, Tréguer, Allégoet, Gouez, autant de noms familiers de nos jours. À ces noms, il convient de rajouter celui de Landuré, potier aveugle, né en 1827 à Lannilis. Des charrettes remplies de poteries s'en vont, par toutes les routes du Léon, écouler leur contenu sur les foires et les marchés. La terre de Lanveur se vend à Landerneau, au Faou, à Chateaulin, à Carhaix, à Saint-Pol-de-Léon.
Leur travail est ainsi décrit :

« Dans la lande, il fallait creuser de grandes fosses, profondes d'environ deux mètres (…) pour en extraire une terre (…) variant du jaune indien au rougeâtre foncé. Cette terre argileuse, mélangée de sable dans de bonnes proportions, était naturellement favorable à la bonne tenue des poteries au feu. Pour piocher la terre dans ce terrain imperméable, le potier était souvent dans l'eau jusqu'aux genoux. »

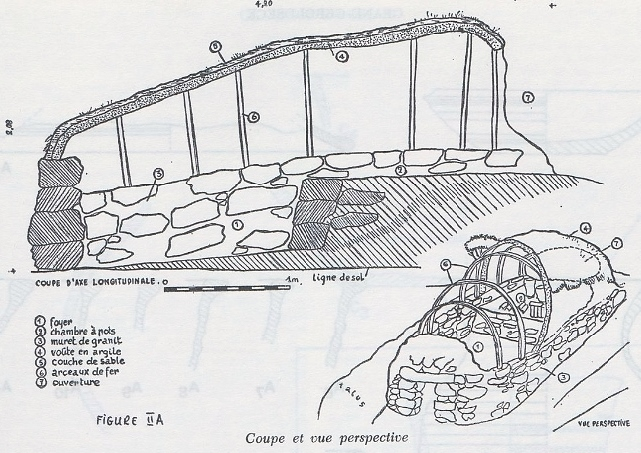
Coupe et vue perspective d'un four utilisé par les potiers de Lanveur.

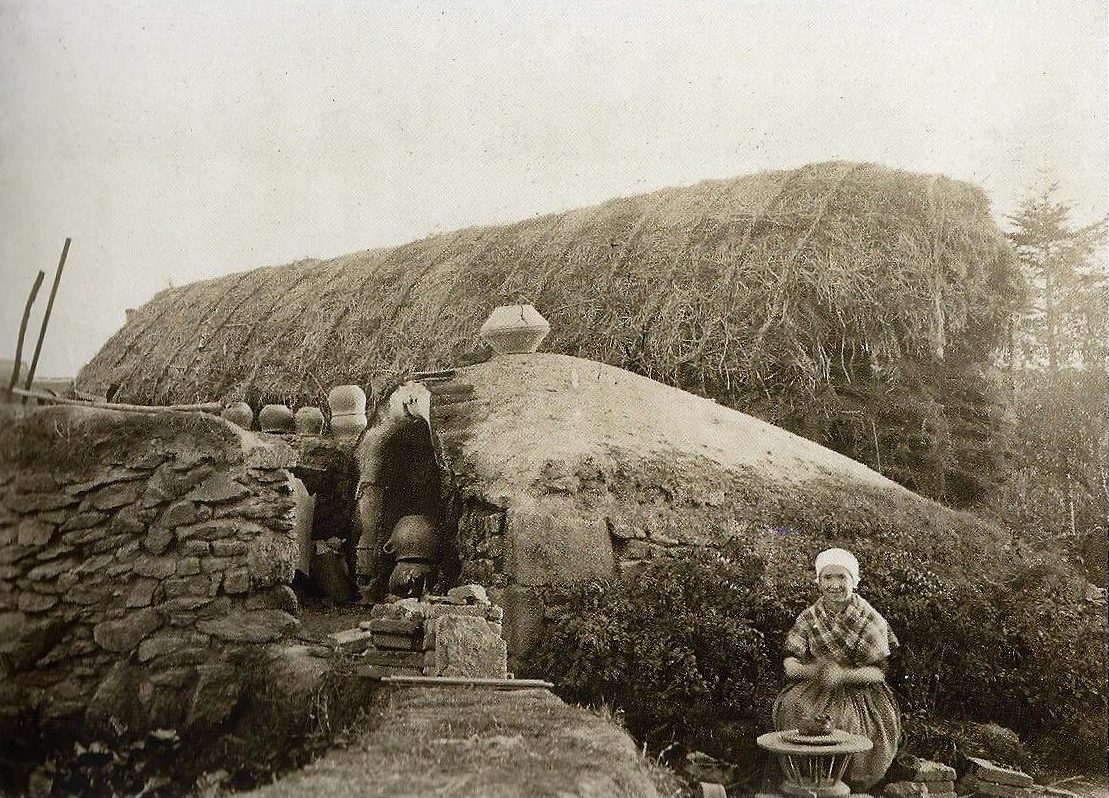
La potière devant son four (à Lannilis, vers 1910).

Alexandre Brongniart décrit ainsi les fours en 1877 : 

« Les fours actuels, des plus primitifs, sont des fours couchés, à foyer latéral inférieur, placé dans la direction de l'axe du tirage, à l'opposé de la cheminée d'appel de l'air froid ; chaque four peut recevoir 14 à 15 douzaines de pièces pour le vernissage desquelles on emploie 25 à 30 kilogrammes de plomb (...). La cuisson des pièces dure environ deux heures ; elle est obtenue à l'aide de fagots d'ajoncs mêlés de bruyères. La température de cuisson est celle du rouge cerise ; on compte environ une soixantaine de ces fours dans la commune de Lannilis et dans celle de Plouvien, sa voisine. »

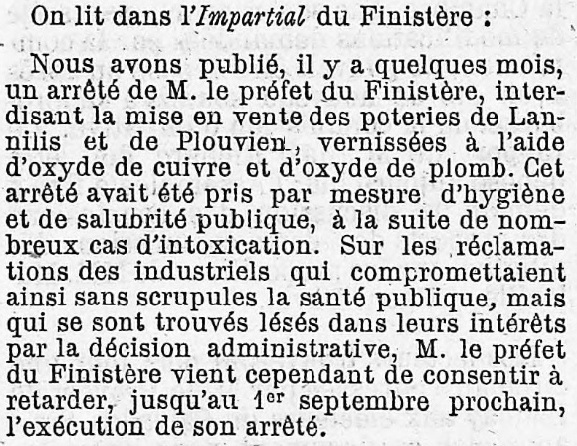
Article publié dans le journal La Presse le 29 juillet 1874 concernant l'interdiction de la vente des poteries de Lannilis et Plouvien, vernissées à l'aide d'oxyde de cuivre et d'oxyde de plomb, à la suite de nombreux cas d'intoxication.

L'âge d'or fut les deux premiers tiers du XIXe siècle. L'interdiction d'utiliser l'oxyde de plomb, réputé toxique, accéléra un déclin provoqué aussi par l'essor de la céramique industrielle et de la ferblanterie. En 1912, le plomb était encore utilisé en dépit de l'interdiction (un mélange de plomb et de cendres étendu à la main sur la poterie crue avant son passage au four) ; les potiers étaient atteints de saturnisme. Selon L. Franchet « les potiers de Lannilis sont, en général, tous malingres. Au point de vue intellectuel, ils sont au-dessous de la normale, mais le manque d'intelligence que l'on observe chez la plupart d'entre eux peut provenir de la consanguinité, car ils constituent une classe à part, peu estimée des paysans cultivateurs (...). Aucun animal domestique ne peut vivre dans ce milieu spécial (...). J'ai vu (...) les enfants se plonger les mains dans cette poudre  et se barbouiller ensuite la figure, en jouant (...) ».
La technique de fabrication utilisée restait très primitive : « [à Lannilis et Plouvien] on fabrique des poteries très grossières, celles-ci sont faites exclusivement par les femmes qui se tiennent exactement dans la même position accroupie que les potières kabyles. La petite tournette, de 0,30 m de hauteur, dont elles se servent, se compose d'un plateau en bois relié par des jantes à une pièce également en bois, faisant fonction de volant et que la potière fait tourner avec l'orteil du pied droit. Un pivot en bois ou en fer, fixé sur une pièce de bois, en forme de croix, traverse le volant et vient engager sa tête arrondie dans un évidement, ménagé sous le plateau supérieur ou girelle ».
La concurrence des ustensiles en fer blanc et des poteries et faïences d'autres provenances accentuèrent la crise et les derniers potiers disparurent pendant l'entre-deux-guerres. En 1935, il ne subsistait que deux potiers à Lanveur.
Cette description, qui date de 1935, illustre la fin de l'activité potière :

« Dans cette campagne bretonne du Léon, où toute rudesse est beauté à qui sait la découvrir, après l'arrêt de Plouvien, on se trouvait soudain dans une étendue de plusieurs kilomètres de lande inculte, couverte d'ajoncs ras et de bruyères, et dont la terre au ton chaud avait été creusée de place en place ; le train coupait par le milieu la terre de Lanveur, précédant de trois kilomètres la commune de Lannilis à laquelle elle se rattache en partie (l'autre partie dépendant de la commune de Plouvien). (…) Aujourd'hui, on cherche vainement autour de soi une activité, une présence même, dans cette lande à l'aspect désolé, aux crevasses béantes. À peine une fumée monte-t-elle, à longs intervalles, du dernier four de Prat-Torchen. »

##### Les moulins
À la fin du XIXe siècle, la commune possédait 18 moulins « ayant deux à quatre paires de meules », et deux petites minoteries, l'une à Garéna, l'autre au Chastel.

### LeXXesiècle
Gabriel Bergot, maire de Plouvien, fit partie des onze maires du canton de Plabennec qui adressèrent en octobre 1902 une protestation au préfet du Finistère à propos de la circulaire interdisant l'usage de la langue bretonne dans les églises.
Par arrêté préfectoral du 31 juillet 1904, l'école des filles de Plouvien fut laïcisée en vertu de la loi sur les congrégations.

#### La voie ferrée de Brest à Lannilis: la gare de Plouvien
Le 14 février 1891 est déclarée d'utilité publique la construction de la voie ferrée (chemin de fer d'intérêt local) allant de Brest à Lannilis (prolongée ultérieurement jusqu'à l'Aber-Wrac'h) par Gouesnou, Plabennec et Plouvien. La ligne, exploitée par les Chemins de fer départementaux du Finistère fonctionna jusqu'au 1er mars 1939.
Le 5 septembre 1900, un train de voyageurs circulant de Brest à l'Aber-Wrac'h dérailla entre Plabennec et Plouvien ; l'accident fit un mort (le mécanicien) et un blessé grave (le chauffeur). Le 27 mars 1904, en gare de Plouvien, un passager qui voulait prendre le train en marche glisse sous un wagon et est gravement blessé ; il fut amputé d'une jambe.
Le 17 octobre 1936, un autocar de l'entreprise Romeur, de Plouvien, entra en collision avec un train circulant sur la ligne ferroviaire Plouescat-Brest au passage à niveau non gardé situé sur la route nationale 188 à 700 mètres à l'est de Gouesnou en direction de Plabennec faisant 12 blessés dont 5 graves.

#### Le pardon de Plouvien
Un pardon est organisé chaque année, début juillet. Le journal L'Ouest-Éclair décrit ainsi celui de 1906 :

« Dimanche a eu lieu le grand pardon de Plouvien, favorisé par un temps superbe. Les courses de chevaux et de vélocipèdes organisées à cette occasion ont été très réussies. »

#### Les foires de Plouvien
Le journal L'Ouest-Éclair les décrit ainsi en 1911 :

« Les foires de Plouvien ont lieu les seconds samedis de février, d'avril et d'octobre. Depuis leur création, qui date d'octobre 1907, toutes les foires ont été très fréquentées. Aux dernières foires, on ne comptait pas moins de 400 poulains, tous de trait breton. Les éleveurs du Haut-Léon sont donc assurés de trouver à Plouvien, aux époques sus-indiquées, un beau choix de poulains de trait breton. »

Le même journal L'Ouest-Éclair rajoute quelques semaines plus tard : « Les cultivateurs des cantons de Plabennec, Lannilis, Ploudalmézeau et Saint-Renan, pays où l'élevage du cheval de trait est si importante et si bien réputée, à juste titre, emmènent en foule leurs produits à ces foires ».
Ces foires existaient encore dans la décennie 1920, le journal Ouest-Éclair du 30 janvier 1922 indique par exemple l'organisation d'une foire à Plouvien le 11 février « importante pour poulains de gros trait [ = trait breton] » et elles sont encore évoquées en 1927 et en 1936.

#### Une natalité longtemps restée élevée
Selon une étude faite par le géographe André Guilcher, Plouvien a connu un taux de natalité de 31,3 pour mille entre 1920 et 1924, de 28 pour mille entre 1925 et 1934, de 25,3 pour mille entre 1935 et 1939 alors que les taux français correspondants étaient respectivement de 18,5, 16,5 et 14,8 pour mille pour les mêmes périodes) et un taux d'accroissement naturel largement positif (15,1, 13,0 et 10,7 pour mille respectivement) alors qu'il était voisin de zéro pour l'ensemble de la France. Plouvien connaît un accroissement naturel de 620 personnes pendant l'Entre-deux-guerres, mais la population communale reste stable, ce qui s'explique par l'importance de l'exode rural.

#### L'habitat rural traditionnel
En 1943, 21 % des maisons de Plouvien n'ont ni grenier, ni étage ; 5 % comportent un grenier habité ; 40 % d'entre elles sont divisées en deux ou plusieurs pièces, le plus souvent par des cloisons en bois, au rez-de-chaussée ; parmi celles-ci beaucoup ont une salle à manger « décorative » (c'est-à-dire qui n'est quasiment jamais utilisée). À cette date, les toits de chaume ne concernent plus que 4,1 % des habitations, la plupart des autres étant couvertes d'ardoises ; 91 % disposent alors d'une cuisine, mais très rare sont celles qui disposent d'un lavabo (on se lave dans des cuvettes et des seaux) et encore moins des W.C. Seul le bourg et ses alentours sont électrifiés. Le sol est souvent encore en terre battue, mais les habitations sont pourtant très propres : « Les meubles sont astiqués, le sol ou le ciment balayés. Tous les samedis après-midi, on lave à grande eau les bancs et les tables qu'on met à sécher devant la porte ».
En 1951, les géographes André Meynier et André Guilcher ont fait cette description de l'habitat rural traditionnel à Plouvien :

« Dans cette commune divisée en cinq "cordelées", elles-mêmes subdivisées en quartiers, le lieu habité n'a pas d'existence légale. Une liste des 144 "hameaux" risque d'être absolument artificielle étant donné la dispersion de l'habitat. La distance moyenne d'un hameau à l'autre est de 280 mètres, mais peut s'abaisser à 160. À l'intérieur d'un même hameau, la distance moyenne entre les maisons est de 64 mètres, mais peut monter à 140. un tel travail statistique était nécessaire au départ pour classer les types de lieux habités et poser le problème de leur origine. Beaucoup furent au départ de simples maisons isolées (ker), soit dédoublées ou détriplées par la suite (hameaux à maisons imbriquées), soit devenues centre d'attraction pour des constructions ultérieures (hameaux allongés au bord d'un chemin), où logeait la main-d'œuvre utilisée dans la plus ancienne exploitation. (...) La cohabitation avec les bêtes, et même la mitoyenneté (séparation par une simple cloison) ont disparu depuis plus d'une génération. Le chaume n'est plus guère employé que pour les constructions annexes. Les trois-quarts des habitations disposent d'un étage. Et seules 13 à 14 % des maisons ne comprennent qu'une pièce d'habitation ; 40 % ont des volets à leurs fenêtres. Cependant, bien que disparaissant les unes après les autres, les traces d'archaïsme sont nombreuses : sol en terre battue (55 %), rareté des latrines, maintien du lit clos (mais souvent ce n'est plus qu'un ornement), précarité de l'alimentation en eau, existence d'un bâtiment temporaire en bois et branches, le lokenn, servant de remise à charrettes ou de silos à betteraves. »

#### Les guerres duXXesiècle

##### La Première Guerre mondiale

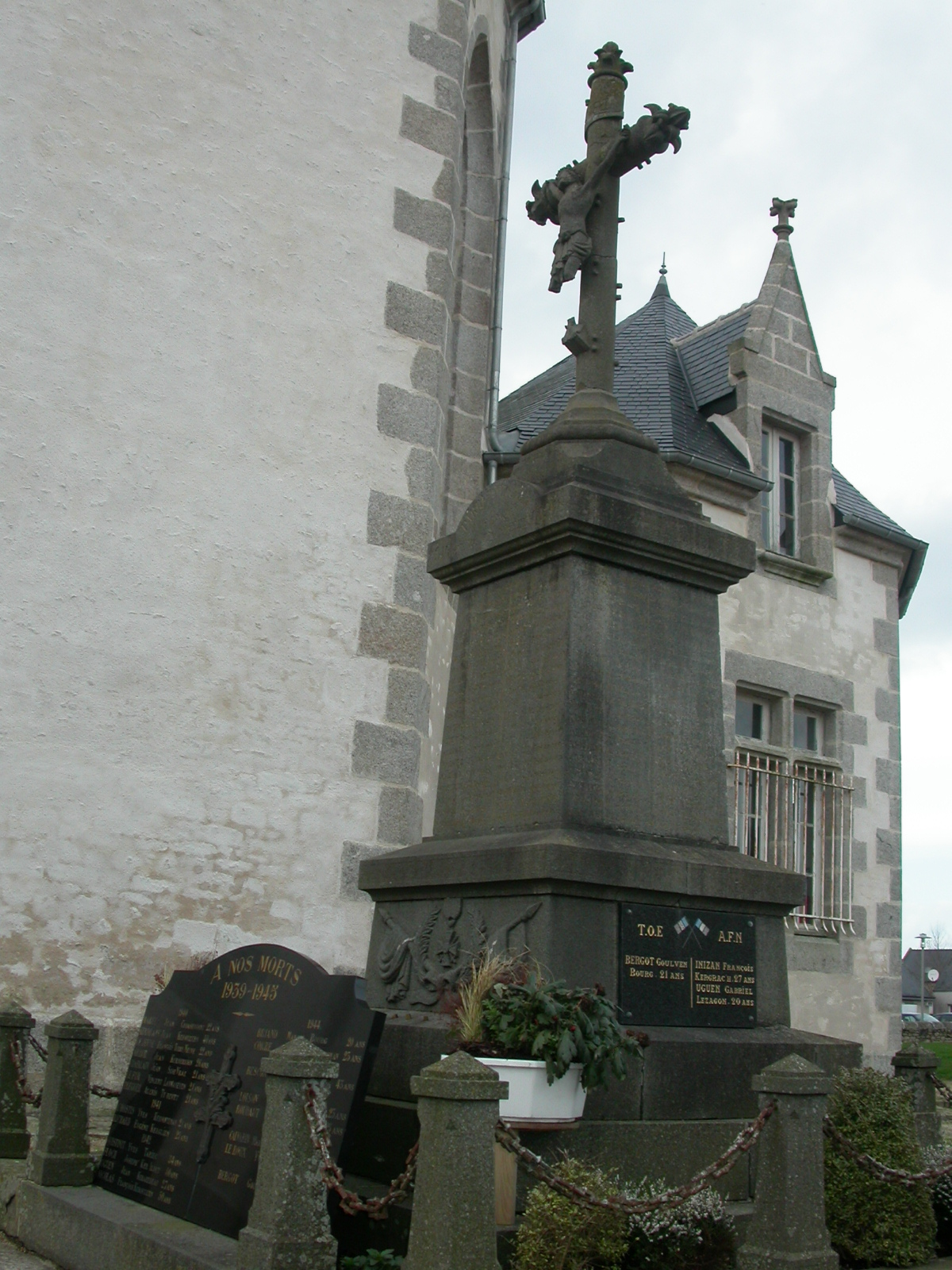
Monument aux morts de la Première Guerre mondiale.

Un camp d'entraînement pour l'armée française exista sur le site des anciennes poteries des "Landes de Lanveur".
Le monument aux morts de Plouvien porte les noms de 119 personnes mortes pour la France pendant la Première Guerre mondiale ;  ceux des autres guerres du XXe siècle restent à préciser.

##### La Seconde Guerre mondiale

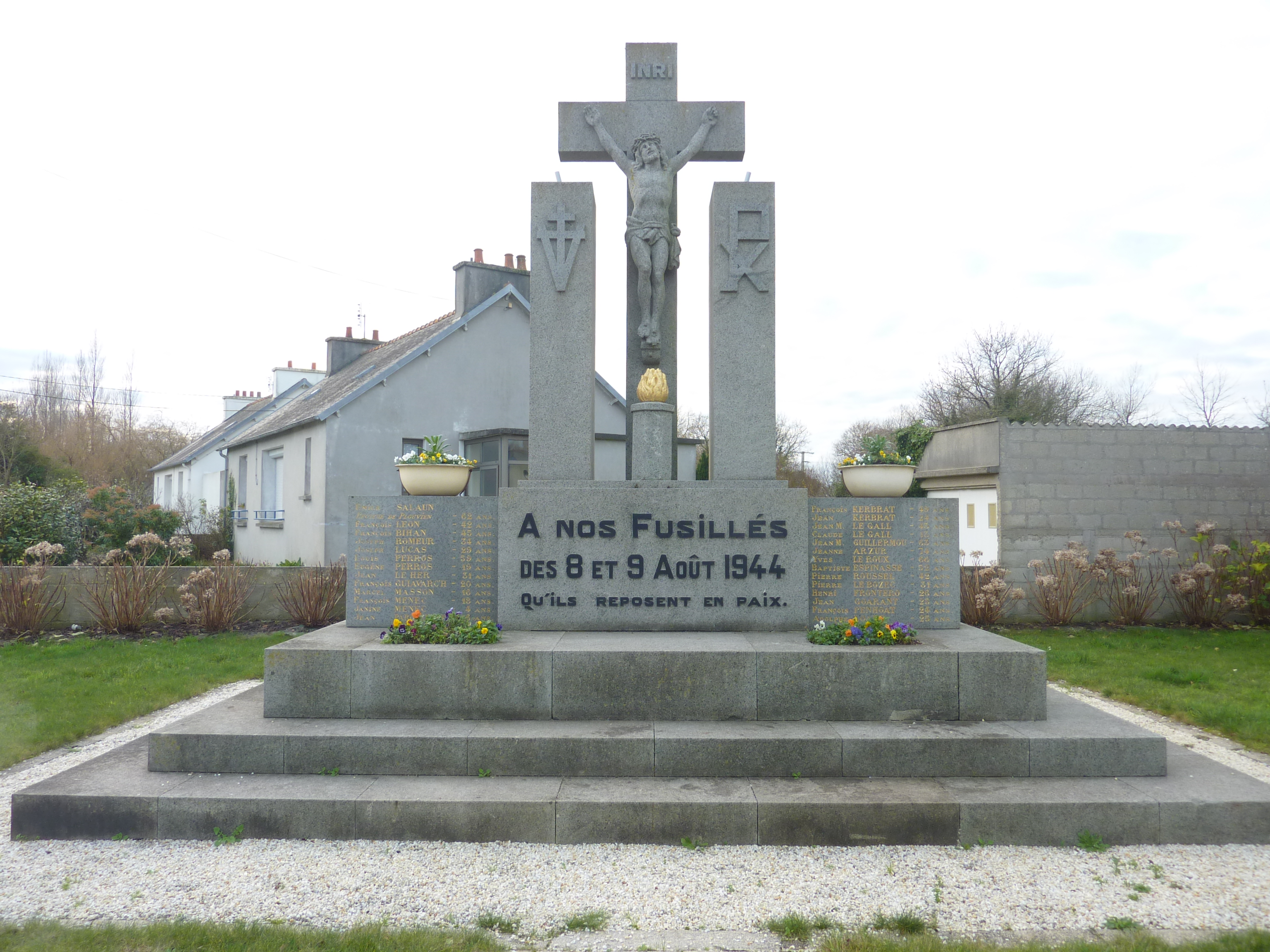
Plouvien : le Monument des Fusillés.

Les troupes allemandes, puis les troupes américaines, réoccupèrent le site des "Landes de Lanveur" et y creusèrent de profondes tranchées pour leur entraînement, rendant la partie sud du site presque impénétrable.
Le 7 août 1944, le Combat Command B, de la 6e division blindée américaine, arrivant de Lesneven qu'ils avaient libéré et après avoir bivouaqué à proximité la nuit précédente, contourna Plabennec, mais dût repousser une contre-attaque allemande à Plouvien et Bourg-Blanc, rencontrant une forte résistance ennemie dans le secteur de Coat Laëron en Milizac où fut détruit un poste de surveillance anti-aérien.

« Le lundi 7 août à 10h45, les Américains passent dans Plouvien à la grande joie de la population. (..) La liesse est de courte durée. Le lendemain, mardi 8 août, est une journée noire avec l'arrivée des 266e et 343e divisions allemandes qui rejoignent Brest et entrent dans Plouvien. À la suite d'actes perpétrés contre l'armée allemande, de nombreux otages sont fusillés (...). Le mardi et le mercredi, ce sont 33 civils qui périssent dans d'affreuses circonstances (croyant garantir leur retraite, les Allemands ont pris 33 otages) (...) le long de la route de Boteden  au Narret : (...) 25 à Plouvien. (..) Tout au long de ces 7 kilomètres, 128 civils sont abattus (...). un peu au-delà du Narret, ces mêmes jours, 57 autres otages sont fusillés à Plabennec, Gouesnou, Guipavas, en portant le nombre à 185. (...) Du côté américain, le général Grow (...) écrira : « les combats du 9 août furent un massacre ». »

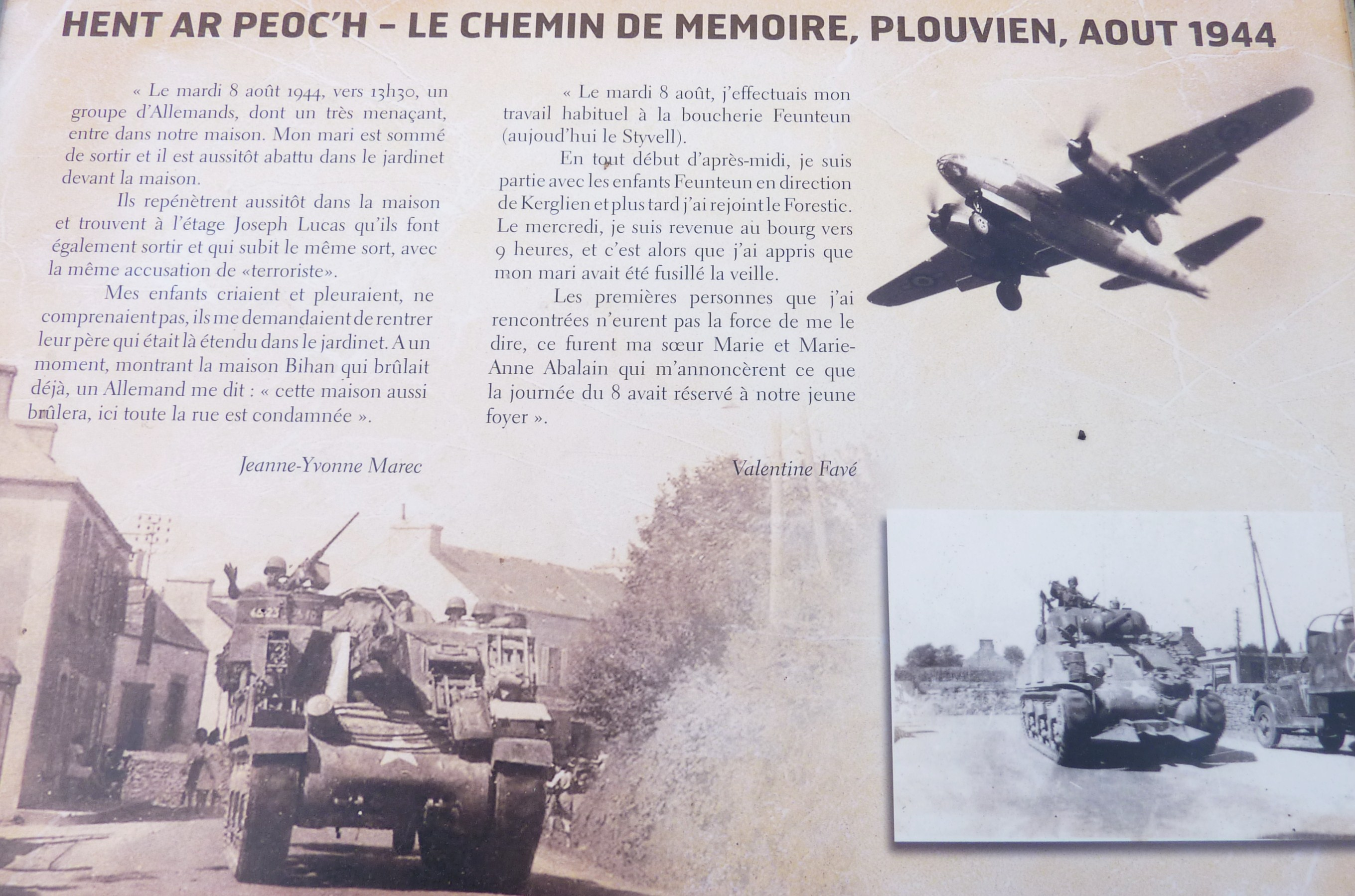
Plouvien : un des panneaux du "Chemin de mémoire".

Dans la nuit du 8 au 9 août le Combat Command Reserve, membre aussi de la 6e division blindée américaine, essuya de puissants tirs d'artillerie allemands à Plouvien, avant que dans la journée du 9 août 1944 elle attaque une compagnie de la 266e division allemande, laquelle fut anéantie ; l'après-midi du même jour, pendant les violents combats opposant Américains et Allemands, le clocher de l'église de Plouvien fut abattu.
Le 10 août environ 300 soldats allemands furent faits prisonniers à Locmaria (à l'est de Plouvien) par la 6e division blindée américaine.
Un "monument aux fusillés" commémore les 28 personnes exécutées lors de la bataille des 8 et 9 août 1944 à Plouvien, mais en tout, dans les environs, 185 personnes trouvèrent la mort pendant les combats de la Libération.

##### Le «Chemin de mémoire»
Plouvien a inauguré le 9 mai 2010 un « Chemin de mémoire », dénommé en breton Hent ar Peoc'h, en souvenir du massacre de 33 civils les 8 et 9 août 1944. Ce chemin est composé de 8 stations. Chaque panneau comporte des photos prises en 1944 et des témoignages des rescapés. Répartis dans le bourg, ces panneaux sont posés à l'endroit exact où avaient pris place les photographes les 8 et 9 août 1944.

## Démographie
En 1872, la population agglomérée (c'est-à-dire celle vivant dans le bourg) est de 198 habitants pour une population communale totale de 2544 habitants. En 1886, le hameau de Kergrac'h comptait 87 habitants.
L'évolution du nombre d'habitants est connue à travers les recensements de la population effectués dans la commune depuis 1793. Pour les communes de moins de 10 000 habitants, une enquête de recensement portant sur toute la population est réalisée tous les cinq ans, les populations de référence des années intermédiaires étant quant à elles estimées par interpolation ou extrapolation. Pour la commune, le premier recensement exhaustif entrant dans le cadre du nouveau dispositif a été réalisé en 2008.

En 2022, la commune comptait 3 930 habitants, en évolution de +4,91 % par rapport à 2016 (Finistère : +2,16 %, France hors Mayotte : +2,11 %).
| 1793  | 1800  | 1806  | 1821  | 1831  | 1836  | 1841  | 1846  | 1851  |
| ----- | ----- | ----- | ----- | ----- | ----- | ----- | ----- | ----- |
| 1 678 | 1 830 | 2 172 | 2 189 | 2 274 | 2 400 | 3 017 | 3 105 | 2 505 |

| 1856  | 1861  | 1866  | 1872  | 1876  | 1881  | 1886  | 1891  | 1896  |
| ----- | ----- | ----- | ----- | ----- | ----- | ----- | ----- | ----- |
| 2 516 | 2 552 | 2 607 | 2 544 | 2 563 | 2 316 | 2 382 | 2 371 | 2 400 |

| 1901  | 1906  | 1911  | 1921  | 1926  | 1931  | 1936  | 1946  | 1954  |
| ----- | ----- | ----- | ----- | ----- | ----- | ----- | ----- | ----- |
| 2 513 | 2 524 | 2 530 | 2 524 | 2 569 | 2 535 | 2 527 | 2 652 | 2 335 |

| 1962  | 1968  | 1975  | 1982  | 1990  | 1999  | 2006  | 2008  | 2013  |
| ----- | ----- | ----- | ----- | ----- | ----- | ----- | ----- | ----- |
| 2 247 | 2 291 | 2 431 | 2 779 | 2 886 | 3 187 | 3 548 | 3 654 | 3 715 |

| 2018  | 2022  | - | - | - | - | - | - | - |
| ----- | ----- | - | - | - | - | - | - | - |
| 3 785 | 3 930 | - | - | - | - | - | - | - |

La population de Plouvien a augmenté de 1976 habitants entre 1793 et 2008 (soit + 117,7 % en 215 ans), mais l'évolution démographique a été variable selon les époques. Après une augmentation pendant la première moitié du XIXe siècle (+ 1312 habitants entre 1793 et 1846, année du premier pic démographique), la population décline ou stagne pendant la seconde moitié du XIXe siècle atteignant un minimum relatif en 1891 avec 2371 habitants (- 734 habitants entre 1846 et 1891); une modeste remontée démographique se produit pendant la première moitié du XXe siècle, la population atteignant un maximum secondaire en 1946 avec 2652 habitants (+ 281 habitants entre 1891 et 1946). Les premières décennies de l'après deuxième guerre mondiale montrent à nouveau un déclin démographique (- 405 habitants entre 1946 et 1962) lié à une reprise de l'exode rural ; par contre l'augmentation démographique reprend à partir de 1962 et a tendance à s'accélérer dans les premières années du XXIe siècle (+ 1370 habitants entre 1968 et 2006, soit + 59,8 % en 38 ans, le gain moyen étant de + 36 habitants par an, mais atteignant + 90 habitants par an entre 1999 et 2006), ceci en raison de l'accentuation de la périurbanisation liée à la relative proximité de l'agglomération brestoise qui entraîne une augmentation des migrants pendulaires. Par contre les estimations concernant l'évolution démographique entre 2006 et 2010 laissent présager un certain tassement démographique qui reste à confirmer.
L'augmentation de la population est due désormais à la fois à un solde naturel positif, atteignant + 1,2 % l'an en moyenne entre 1999 et 2008 et à un solde migratoire également positif, le record ayant été atteint entre 1975 et 1982 (+ 1,4 % l'an), mais restant positif (+ 0,3 % l'an entre 1999 et 2008). La population est jeune (24,8 % de 0 à 14 ans pour 11,4 % de 65 ans et plus en 2008), ce qui explique un taux d'accroissement naturel largement positif (+ 12,2 pour mille en 2008, le taux de natalité étant cette année-là de 17,8 pour mille et le taux de mortalité de 5,6 pour mille). Les naissances l'emportent largement sur les décès : entre 2000 et 2009 inclus, la commune a enregistré 582 naissances pour 178 décès, le record ayant été atteint en 2004 (71 naissances, 17 décès) mais restant largement positif (49 naissances et 17 décès en 2009).
Cette rapide augmentation démographique récente a entraîné la prolifération des constructions neuves et des lotissements : entre 1968 et 2008, le nombre des logements est passé dans la commune de 610 à 1509 (+ 899 logements, soit + 147,3 % en 41 ans). Ces logements sont très majoritairement des maisons individuelles (94,9 % du parc immobilier total en 2008) et des résidences principales (2,7 % des logements seulement sont des résidences secondaires en 2008). L'évolution du nombre des permis de construire délivrés est également révélatrice : 398 permis délivrés en 14 ans entre 1995 et 2008 inclus, soit un peu plus de 24 par an en moyenne, le record étant atteint en 1998 (70 permis de construire délivrés), seulement 6 l'étant en 2007 et 19 en 2008.

## Enfance, enseignement, langue bretonne
- Une crêche-halte-garderie existe, dénommée "Au Clair de la Lune" et les aides maternelles sont regroupées dans une association baptisée "Rayons de Soleil".
- Deux écoles primaires existent (en tout 457 enfants scolarisés pendant l'année scolaire 2010-2011)[1] :
  - L'école des Moulins (école publique)
  - L'école Saint-Jaoua (école privée)
- À la rentrée 2007, 8,9 % des enfants de la commune étaient inscrits dans le primaire bilingue[117].
- L'adhésion à la charte Ya d'ar brezhoneg a été votée par le conseil municipal le 25 mai 2007.

## Monuments

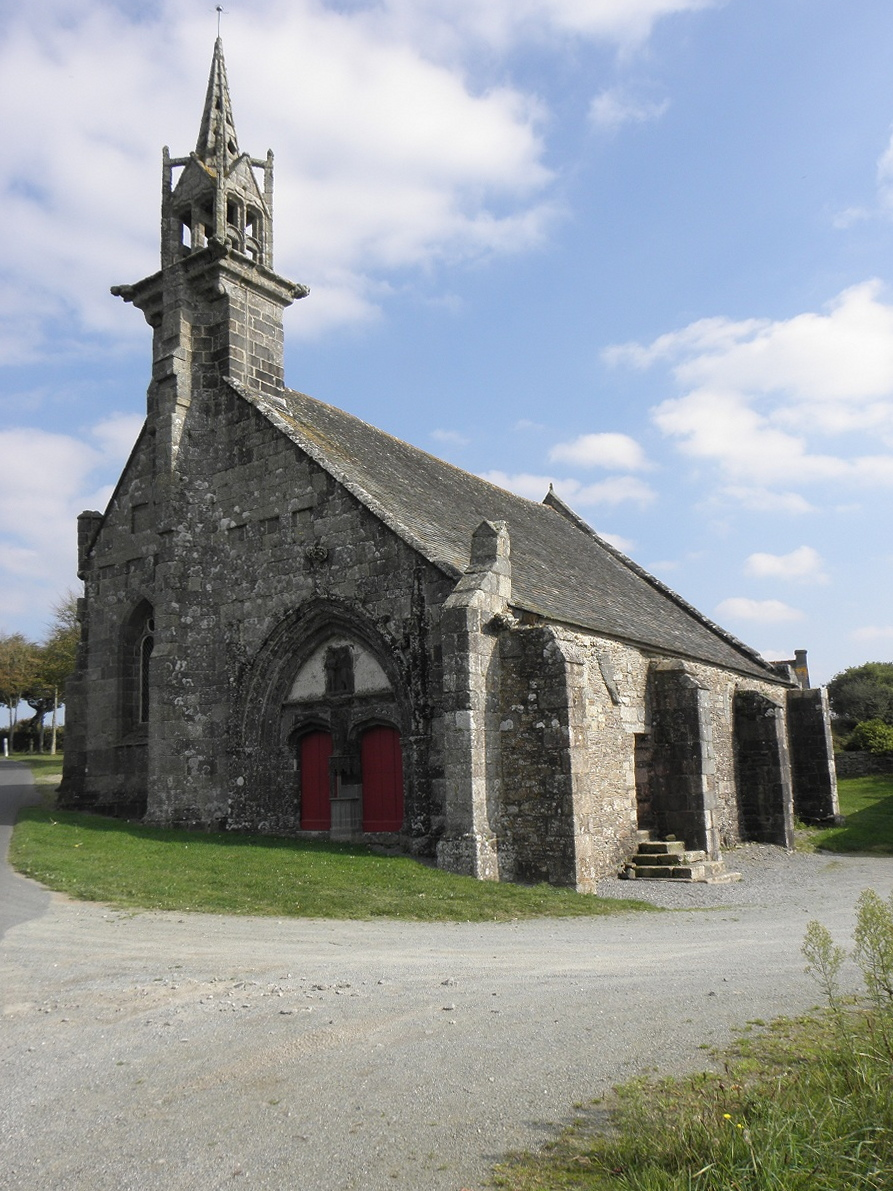
La chapelle Saint-Jean-Balanant.

- L'église paroissiale Saint-Pierre-et-Saint-Paul, de style néogothique, reconstruite en 1887. À l'intérieur se trouve le tombeau (mausolée de style Renaissance) d'Olivier Richard, sieur de Tariec, docteur en théologie, chanoine de Nantes, Rennes et de Léon, décédé en 1555, provenant de l'ancienne chapelle de Saint-Tariec. C'est un sarcophage supporté par des pilastres entre lesquels sont sculptées de petites figures de moines dans l'attitude de la prière et de la douleur. Au milieu d'elles est un ange soutenant un écusson aux armes d'Olivier Richard, représenté couché au-dessus du tombeau, et revêtu de ses ornements sacerdotaux[118]. Le clocher de l'église, abattu lors des combats du 9 août 1944, fut reconstruit et inauguré le 6 octobre 1946 et trois nouvelles cloches baptisées[102].
- Chapelle Saint-Jaoua. Construite sur les vestiges de l'ancienne église romane du XIe siècle, elle a été achevée au XVIe siècle. Elle abrite le gisant de saint Jaoua et est fréquemment le lieu d'événements festifs organisés par les Plouviennois, très attachés à leur chapelle.
- Chapelle Saint-Jean-Balannant. Achevée en 1443, elle a été rénovée au XVIIe siècle.
- Le Musée Skolig al louarn. Le musée de « la petite école du renard » (école buissonnière) avait pour vocation de retracer l'histoire de la région de manière originale et résolument vivante. Il a fermé ses portes en 2016

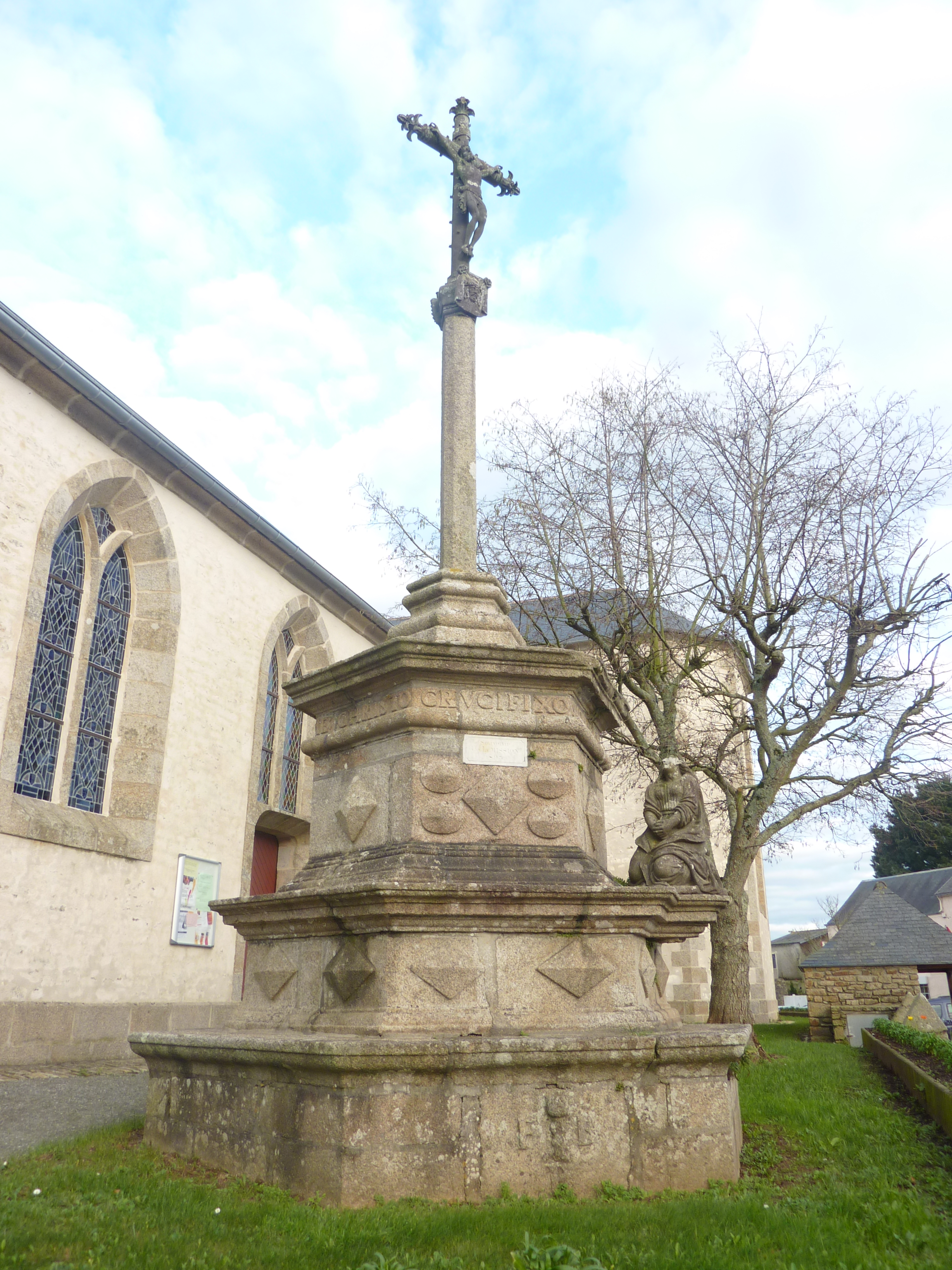
Le calvaire près de l'église paroissiale.
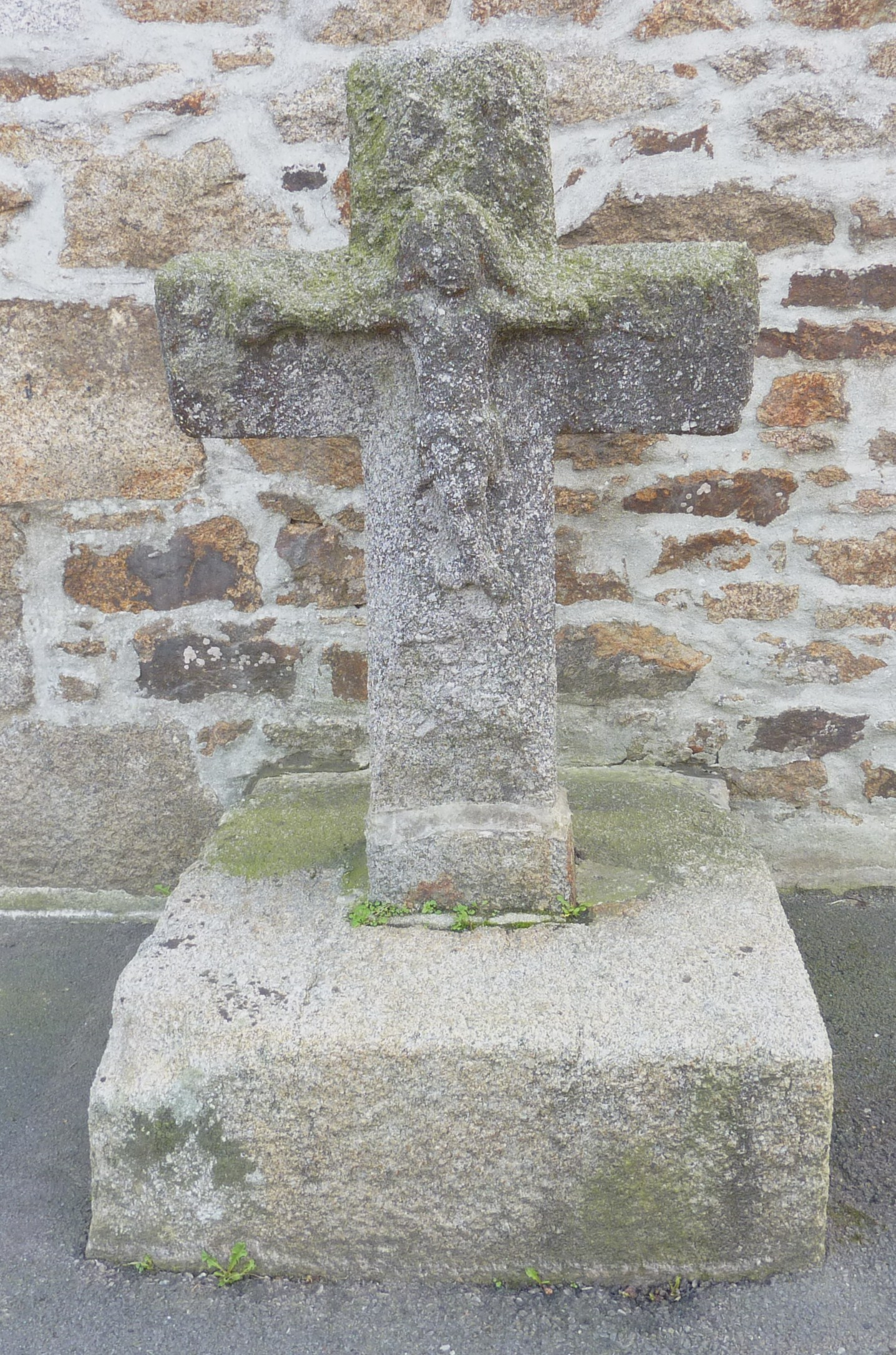
Croix ancienne près du Monument des Fusillés.

## Jumelages
- Tregaron (Royaume-Uni)

## Sports
- Football : Association Sportive de Plouvien, qui évolue en DSR pour la saison 2007/2008, évolue en DHR pour la saison 2009/2010, en PH pour la saison 2010/2011 et enfin en D1  pour la saison 2011/2012.

Le club de football de Plouvien possède un complexe sportif assez moderne car il possède un terrain synthétique.

## Personnalités liées à la commune
- Saint Hervé.

Le blason d'Olivier de Coëtivy.

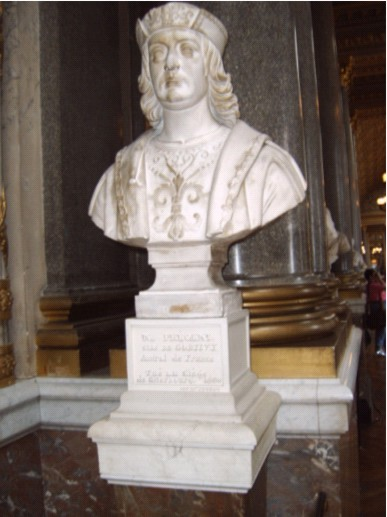
Le buste de Prigent VII de Coëtivy.

- La famille de Coëtivy, qui trouve son origine dans le manoir de Coëtivy, situé alors dans la paroisse de Plouvien, et notamment le cardinal Alain IV de Coëtivy fils d'Alain III de Coëtivy et de Catherine du Chastel, à l'origine de la création de la paroisse de Saint-Yves-des-Bretons à Rome : le pape Nicolas V, à la demande du cardinal céda l'église Saint-André-de-Mortariis à la nation des Bretons, qui la consacrèrent à leur Saint Yves.
- La famille Thépault (seigneurs de Leinquelvez et de Kervolongar, paroisse de Garlan, de Treffalégan, paroisse de Lanhouarneau et châtelains du Breignou, paroisse de Plouvien, de Rumelin et de Mesaudren en Guimaëc, etc.).
- Anna-Vari Arzur (1921 - 2009) a beaucoup œuvré en faveur de la langue bretonne, et a fondé en 1981 à Plouvien le centre Skolig al Louarn.
- Jean Bothorel (né en 1940 à Plouvien), journaliste et écrivain.
- Olivier Le Gac, coureur cycliste né le 27 août 1993.
- Maurice Cozian (1936-2008), juriste et fiscaliste français, né à Plouvien.